# Тагиев, Гаджи Зейналабдин
Гаджи́ Зейналабди́н Таги оглы Таги́ев (азерб. Hacı Zeynalabdin Tağıyev; 1823 или январь 1838, Баку — 1 сентября 1924, Мардакян) — российский и азербайджанский промышленник, общественно-политический деятель, миллионер и меценат, действительный статский советник IV класса (1903), коммерции советник (1905), купец 1-й гильдии, потомственный почётный гражданин (1900), благотворитель и филантроп.
Тагиев являлся одним из пионеров бакинской нефтяной промышленности. Основанной в 1873 году фирме «Г. З. А. Тагиев» в середине 1890-х принадлежали земли и промыслы на Биби-Эйбатской площади, нефтехранилища, керосиновый и масляные заводы, а также нефтеналивные суда на Каспийском море. Также Тагиев владел текстильной фабрикой, рыбными промыслами, торговыми фирмами, купеческим банком и пр. Тагиев был наиболее известным среди крупных мусульман-нефтепромышленников Баку и самым богатым мусульманином в Российской империи. Его капитал составлял около 16 миллионов рублей, а к концу 1917 года, по неполным данным, — 30 миллионов рублей. Тагиев сыграл выдающуюся роль в развитии экономического потенциала Кавказа на рубеже XIX—XX вв.
Тагиев был одним из наиболее известных нефтяных баронов-филантропов. Он был главой благотворительного просветительского общества «Нешри-Маариф» и членом Общества просвещения мусульман Дагестана. В 1917 году участвовал в финансировании Союза объединенных горцев. Также Тагиев основал в Баку театр, в котором ставились национальные пьесы и оперы. Помимо этого Тагиев финансировал несколько печатных изданий, включая газеты «Каспий» и «Хайят», организовал и издал первый перевод Корана на азербайджанский язык, а также финансировал строительство Баку-Шолларского водопровода.
Тагиев материально поддерживал целый ряд начальных школ в Бакинской, Елизаветпольской, Эриванской губерниях, оказывал помощь в финансировании учреждений образования в Грузии, на Северном Кавказе, в Поволжье, Польше, Иране, тратил средства на подготовку национальных кадров. В 1901 году он основал и финансировал училище для девушек-мусульманок в Баку, а в 1913 году основал при училище педагогические курсы. В своём письме Николаю II Д. И. Менделеев писал, что Тагиев жертвует «много на школы, чтобы оживить и возвысить свой родной город». Тагиев внёс значительный вклад в развитие образования в Азербайджане.
После установления в Азербайджане советской власти, все предприятия Тагиева были национализированы.

## Биография

### Дата рождения
Семья Гаджи Зейналабдин Тагиева происходила из Бакинской крепости (Ичери-Шехер). Его отец Таги Дост Мамед оглы, по устоявшейся биографии сына, был известным бакинским башмачником. Между тем, в Камеральном описании города Баку от 1849 года он указан как подёнщик. Матерью Г. З. Тагиева была Умми ханум Ахунд-Зульфугар кызы. В семье был ещё один сын — Али-Кули.
Точная дата рождения Г. З. Тагиева до конца не ясна. На основе архивных материалов указываются либо 1823, либо 1838 годы. В метрическом свидетельстве, выданном в 1899 году Закавказским Шиитским Духовным правлением, сказано, что Г. З. Тагиев 1823 года рождения. Документ от 1916 года сообщает, что ему уже было 92 года.

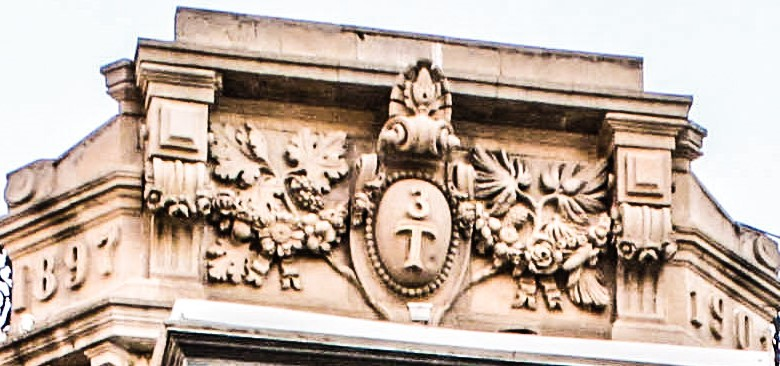
Вензель на фасаде бывшего особняка Зейналабдина Тагиева в Баку с инициалами владельца («З Т»)

По мнению Э. Исмаилова, дата 1823 года рождения, вероятно, связана с Камеральным описанием города Баку от 1873—1874 года, где ему показано 50 лет. Он склонен считать датой его рождения около 1838 года, что вытекает из более точных Камеральных описаний г. Баку от 1849 и 1860 годов, где Г. З. Тагиеву записано 11 и 21 год соответственно. М. Ибрагимов со своей стороны полагал, что дата 1838 года рождения, вероятно, связана с данными из публикации Н. Нариманова 1900 года и изданной в 1903 году в Баку биографии Г. З. Тагиева. Согласно АСЭ, Г. З. Тагиев родился в январе 1838 года. В юбилейном историческом и художественном издании в память 300-летия царствования Дома Романовых указано, что Тагиев родился в 1839 году.
По информации метрического свидетельства, выданного в связи с рождением в 1898 году дочери Лейлы, Г. З. Тагиеву было 56 лет, что свидетельствует о 1842 годе рождения. Дочь Гаджи Зейналабдина Тагиева — Сара-ханум, в интервью, данном для фильма «Ата» («Отец»), снятом в 1988 году объединением «Дебют», сообщает, что отец ее прожил 86 лет и умер в 1924 году, что соответствует 1838 году рождения.

### Предпринимательская деятельность
Его мать умерла рано и до 10 лет он воспитывался отцом. Последний отправил мальчика на обучение к каменщику, и свою трудовую деятельность Г. З. Тагиев начал в качестве подносчика раствора при строительстве зданий. В день он зарабатывал 6 копеек, которые приносил отцу, а тот покупал хлеб и сыр. Уже в 12 лет Г. З. Тагиев начал обрабатывать камни, и к 15 годам он освоил ремесло каменщика.

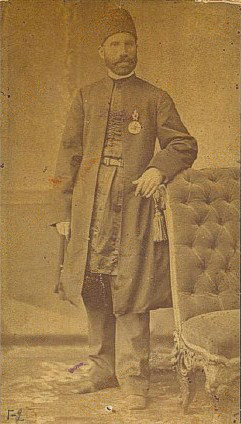
Гаджи Зейналабдин Тагиев в 1880-х гг.

После того, как он накопил небольшой капитал, Г. З. Тагиев оставил занятие подрядными работами и начал торговые операции мелкой мануфактурой. По некоторым данным, в 1860 году он имел одну или две торговые лавки, где продавались мануфактурные изделия. Со временем он становится одним из заметных торговцев. Видный русский химик Д. И. Менделеев, который по приглашению В. А. Кокорева в 1863 году первый раз посетил Баку, писал: "Первое после Кокорева здесь место занимают правительственные мероприятия и усилия деятелей: …в Баку Бурмейстра, Хаджи Тагиева, Ленца и Л. Э. Нобеля…. Г. З. Тагиев также был одним из первых азербайджанцев, которые занимались производством керосина, и в 1870 году он имел завод с двумя котлами по выработке керосина.
Начиная с 1877 года, Г. З. Тагиев состоял в купеческом 2-й гильдии сословии, а с 1882 года — в 1-й гильдии.
К концу 1917 года капитал Тагиева, по неполным данным, доходил до 30 миллионов рублей.

#### Нефтяное дело
В 1872 году он вложил свои капиталы в нефтяное производство, приобретя на состоявшихся в декабре торгах несколько нефтяных участков. Это вскоре принесло Г. З. Тагиеву огромное богатство и сделало его одним из крупных промышленников Азербайджана.
В 1873 году с двумя компаньонами Тагиев арендовал нефтеносный участок в Биби-Эйбате и развернул здесь буровые работы. В 1878 году одна из скважин Тагиева дала нефтяной фонтан, после чего он основал торговый дом «Г. З. А. Тагиев и бр. Саркисовы» и был его совладельцем. В 1886 году он выкупил часть компании у Саркисовых и стал единоличным владельцем фирмы, которая стала называться «Г. З. А. Тагиев».
В 1893 году на промысле Г. З. Тагиева фонтан дал в год до 13 млн пудов нефти. Его заслуги в нефтяной промышленности были отмечены Д. И. Менделеевым:
Весьма важным местным двигателем бакинского нефтяного дела должно также считать Хаджи Тагиева, который с большой настойчивостью, приобретя местность Биби-Эйбат, вблизи моря и Баку, начал там бурение, провёл много буровых скважин, которые почти все били фонтанами, устроил обширный завод прямо около добычи, завёл свою русскую и заграничную торговлю и дело все время вёл с такой осторожностью, что спокойно выдерживал многие кризисы, бывшие в Баку, не переставая служить явным примером того, как при ничтожных средствах (в 1863 г. я знал г-на Тагиева как мелкого подрядчика), но при разумном отношении ко всем операциям, нефтяное дело могло служить к быстрому накоплению средств.

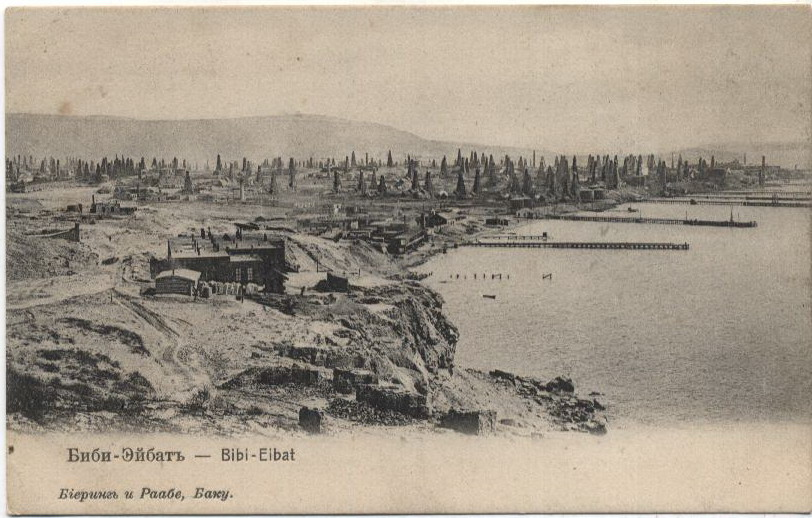
Нефтяные скважины на месторождении Биби-Эйбат. Открытка Российской империи. В середине 1890-х фирме «Г. З. А. Тагиев» принадлежали земли и промыслы на Биби-Эйбатской площади

По данным Бакинской казённой палаты, в 1897 году Г. З. Тагиев являлся собственником нефтепромышленной и пароходной контор. Ему принадлежали 3 парохода («Ленкоранец», «Сальянец» и «Англичанин») и 2 пароходные шхуны («Биби-Эйбат» и «Линберг»); ещё 3 пароходные шхуны находились на арендном содержании («Абас Гасанов», «Дербент» и «Москва»). Помимо этого, в его распоряжении также находился парк железнодорожных вагонов-цистерн. Г. З. Тагиев, обладая значительными транспортными средствами, мог постоянно находиться в группе ведущих бакинских фирм, которые вывозили нефтепродукты по Каспийскому морю и Закавказской железной дороге.

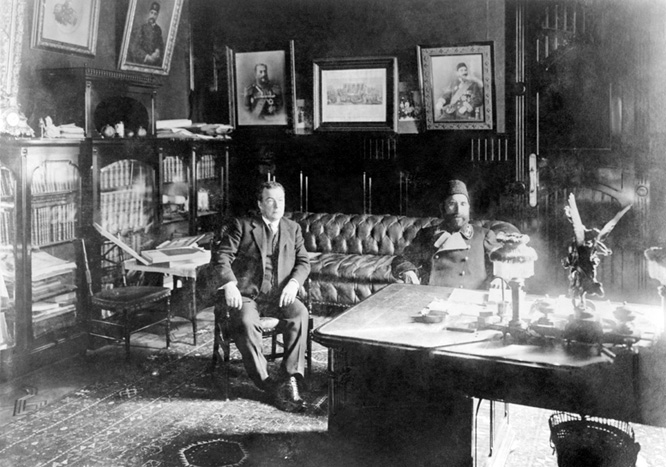
Г. З. Тагиев в своём кабинете со своим управляющим Уильямсом

В конце 1897 года он продал за 5 млн рублей крупным британским капиталистам во главе с Э. Губбардом (один из директоров Английского банка) свои нефтяные промыслы, керосино-масляный завод и суда для перевозки нефтепродуктов на Каспии. Г. З. Тагиев получил не только деньги, но и пакет акций учреждённой английской компании на 100 тыс. фунтов стерлингов (на то время примерно 1 млн рублей), став одним из её директоров. 4 июня 1898 года в Лондоне была основана английская фирма «Бакинское общество русской нефти» («Борн»), одним из директоров которой также стал Г. З. Тагиев. Эта фирма приобрела в Баку за 6,8 млн рублей промысла Арафелова и братьев Будаговых.
В феврале 1917 года Тагиев учредил нефтяное акционерное общество торговли и промышленности «Г. З. Тагиев и К°». Основной капитал общества составлял 3,5 млн рублей. Нефтяные промыслы общества располагались в сёлах Рамана, Сабунчи и Биби-Эйбат.

#### Текстиль
Г. З. Тагиев занимался производством и торговлей хлопком. Вместе с А. О. Цатуровым он приобрёл имение «Евлах-мюльки» в Елизаветпольской губернии площадью в 26 тысяч десятин. Здесь, по состоянию на 1896 год, 40-60 десятин земли находились под посевами хлопка, а 1897 году занятая площадь составляла уже 250 десятин земли. Ему также принадлежал хлопкоочистительный завод в Хиллах.

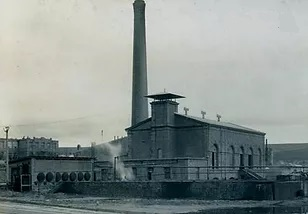
Текстильная фабрика Г. З. Тагиева в Баку

В 1897 году Г. З. Тагиев приступил к строительству крупной текстильной фабрики и за разрешением на создание акционерного общества по обработке волокнистых веществ он обратился к царским властям. Сначала, 11 октября, был утверждён Устав «Кавказского акционерного общества по обработке волокнистых веществ Г. З. А. Тагиева в Баку», а после император Николай II дал разрешение на учреждение самого Общества. Основной капитал Общества составил 2 млн рублей. На счёт Бакинского отделения Государственного банка он поступил в январе 1898 года, будучи разделённым на 2 тысячи именных акций, каждая из которых по 1000 рублей. Г. З. Тагиеву принадлежал контрольный пакет акций (1935 акций), ещё тремя учредителями являлись члены его семьи (всего 30 акций), а другие 35 акций получили лица, которые состояли на службе предпринимателя, а также родственники этих лиц.
Намереваясь построить фабрику, он добился у крестьянских общин с. Зых и Ахмедлы согласия на аренду земли площадью 192 десятины. Л. Алиева полагает, что это могло произойти путём подкупа верхушки общин. Поскольку земля считалась собственностью казны, то Г. З. Тагиев представил в Управление государственными имуществами Бакинской губернии и Дагестанской области те договоры, что он заключил с сельскими обществами.

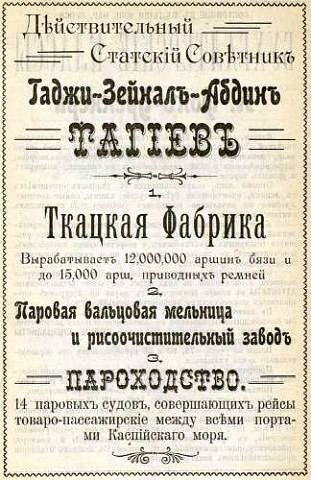
Реклама ткацкой фабрики Г. З. Тагиева

В 1900 году фабрика была введена в эксплуатацию. Её строительство серьёзно тормозили препятствия, чинимые крупными фабрикантами в лице владельцев текстильных фабрик центра. В конце концов в местечке Зых на территории площадью 24 га возник целый комплекс фабричных и иных сооружений. Эта фабрика стоила Г. З. Тагиеву 6 млн рублей. По другим данным, сооружение обошлось в 3,310,000 рублей, из которых 2 007 000 рублей — на приобретение технологического оборудования. В дальнейшем Г. З. Тагиев расширил свою фабрику, построив здания для трепального, ременно-красильно-аппаратурного отделений, бани, фабричные лавки, сторожевые помещения и т. д., и к 1909 году её площадь составила 44 га. Эта расположенная на Зыхе фабрика «Кавказского акционерного общества обработки волокнистых веществ Г. З. А. Тагиева» была крупнейшей на Кавказе и одной из крупнейших во всей Российской империи.
К 1905 году годовая производительность фабрики составила 2 200,5 тыс. рублей. Согласно А. Сумбатзаде, её среднегодовая производительность равнялась 1 695,5 тыс. рублей. Численность рабочих этой фабрики в 1909—1913 годах превышала тысячу человек, из которых около 150 являлись женщинами.
Г. З. Тагиев также являлся владельцем фабрики «Кавказского АО обработки волокнистых веществ», располагавшейся при селении Ахмедли. На этой фабрике, производившей суровую ткань, бязь и миткаль, приводные ремни, было задействовано тысяча рабочих. 21 июня 1920 года декретом Азревкома все предприятия «Кавказского АО для обработки волокнистых веществ» и хлопчатобумажная фабрика на Зыхе были национализированы, а фабрика переименована в «Красную фабрику по обработке волокнистых веществ имени В. И. Ленина».
В 1914 году Тагиев приобрёл основанную в 1897 году крупную бумаго-прядильную и ткацкую фабрику в Петровске.
Осенью 1917 года в связи с экономическим кризисом в стране работа на текстильной фабрике Тагиева прекратилась, а две тысячи текстильщиков были уволены.

#### Пищевая промышленность
На Зыхе, недалеко от своей текстильной фабрики, он в 1911 году построил и ввёл в эксплуатацию мельницу. В Кубинском уезде Бакинской губернии Г. З. Тагиев создал виноградные плантации. В начале XX века ему и О. Гукасову было продано виноградарско-винодельческое хозяйство (40 дес. земли), которое землевладелец М. В. Колюбякин организовал в имении «Атлухан-Шахверди», недалеко от Кубы.

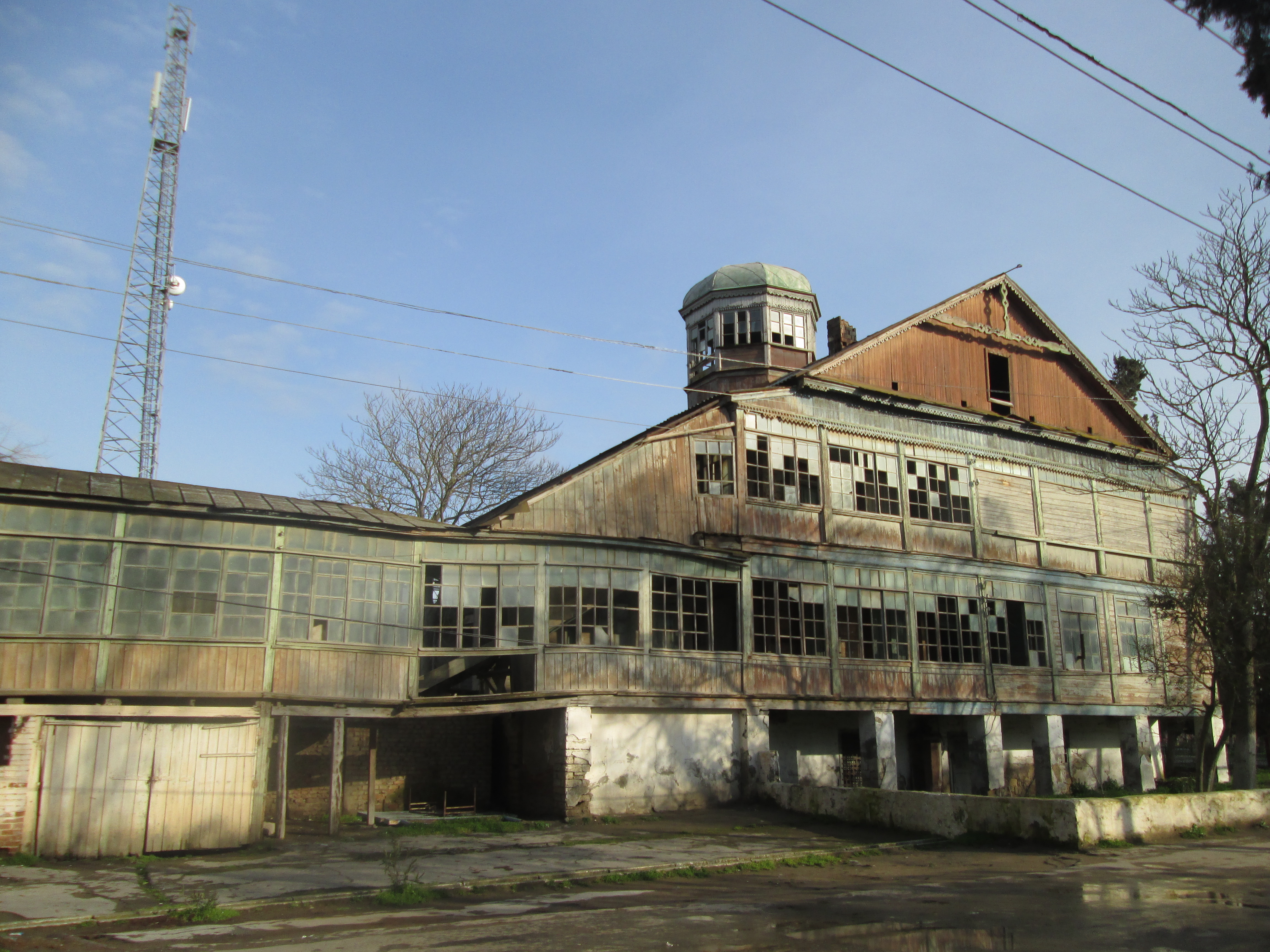
Здание бывшего рыбного комбината в посёлке Банк Нефтечалинского района, которым в начале XX века владел Тагиев

Его деятельность также была отмечена в рыбной промышленности, которая стала активно развиваться после отмены в 1881 году откупной системы в этой отрасли. Большие суммы крупные предприниматели предлагали за аренду рыбных промыслов на реке Куре. На состоявшихся в 1906—1909 годах торгах Г. З. Тагиев предложил самую высокую цену — 655 301 рубль и стал владельцев оспариваемых рыбных промыслов (для сравнения М. Нагиев выплачивал 475 780 руб., торговый дом «И. Питоев и К» — 481 325 руб., а «Л. Маилов и с-вья» — 537 800 руб.). В 1909 году он вложил в рыбную промышленность около 1 млн рублей. В Петровске Дагестанской области им был построен холодильный завод для хранения рыбных продуктов, а также бондарный завод для транспортировки рыбного улова, который изготовлял деревянные бочки для нужд его промыслов.
В 1916 году на базе промыслов образовалось рыбопромышленное и торговое акционерное общество «Каспий-Тагиев» с правлением в Баку, учредителями которого стали Г. З. Тагиев, А. Казаналиев, Н. Б. Тарковский и дербентский купец Г. А. Абдуллаев. Деятельность этого общества была направлена на эксплуатацию рыбных промыслов Г. З. Тагиева. Его основной капитал составлял 12 млн рублей, две трети которого принадлежали самому Г. З. Тагиеву.
В мае 1918 года Бакинский Совнарком издал декрет о национализации рыбных промыслов Г. З. Тагиева в Порт-Петровске.

#### Другие отрасли
В 1899 году представителями «Общества электрического освещения Петербурга», контролируемого немецкой фирмой «Сименс и Гальска», в Баку было создано акционерное общество «Электрическая сила». Г. З. Тагиев был одним из её директоров. Д. Сеидзаде полагает, что ему принадлежал значительный пакет акций этой фирмы.

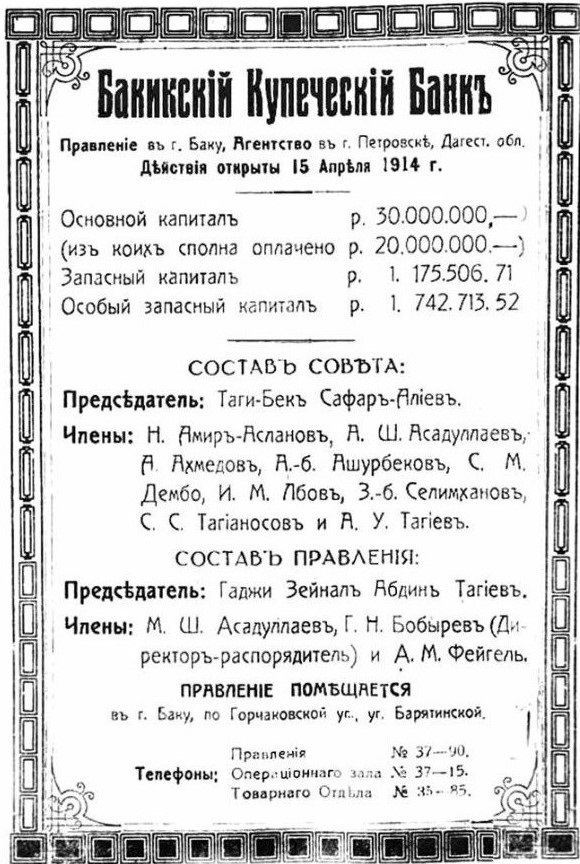
Реклама «Бакинского купеческого банка», председателем правления которой указан Гаджи Зейналабдин Тагиев

17 апреля 1905 года его пожаловали в коммерции советники за полезную деятельность на поприще отечественной торговли и промышленности.
В 1914 году с участием Г. З. Тагиева и М. Нагиева был создан «Купеческий банк» (основной капитал 3 млн рублей).
Также Тагиев построил крупнейшую в Закавказье мукомольную вальцевую мельницу. Мельница Тагиева начала функционировать с 1911 года и была расположена на Зыхе у текстильной фабрики. Мельница была оснащена современной техникой и имела 3 дизельных двигателя. Ни на одной мельнице Баку их тогда не было.

### Роль в общественно-политической жизни
Г. З. Тагиев финансировал несколько печатных изданий. Так, на его средства с 1897 года стала издаваться газета «Каспий». Ему самому принадлежала типография этой газеты. В октябре 1898 года редакция и типография «Каспия» перешли в новое помещение по Николаевской улице (ныне сквер имени Сабира), в один из домов Г. З. Тагиева. Её редактором стал общественный деятель Алимардан-бек Топчибашев. Другим печатным изданием, финансировавшимся Г. З. Тагиевым, была ежедневная газета «Хайят» («Жизнь»), выходившая с 1905 года в Баку на азербайджанском языке. На тот момент это был единственный печатный орган на родном языке. В знак её выхода 6 июня 1905 года был отслужен молебен и состоялось торжественное собрание «знатных лиц Баку», на котором присутствующие приветствовали Г. З. Тагиева и благодарили его «за проявленную преданность нации».
| |  |
| Дом Тагиева на Николаевской улице 12, в котором до 1918 года располагалась редакция бакинской газеты «Каспий» и реклама подписки на газету «Каспий» (издательство Г. З. А. Тагиева) в справочнике «Баку и его район» 1913 года |  |

Помимо этого, с ним связан выход нескольких произведений художественного и даже исторического характера. Например, при поддержке Г. З. Тагиева в 1-й Бакинской типографии «Ширкят» вышел труд Гасана Алкадари «Асари Дагестан», написанный последним в 1891—1892 годах на азербайджанском языке. На средства Г. З. Тагиева в 1899 году в бакинской типографии «Арор» была напечатана историческая трагедия Наримана Нариманова «Надир-шах» в количестве 1200 экземпляров (Кавказский цензорный комитет дал разрешение на её издание, в то время как постановка категорически воспрещалась).
По сообщениям Н. Нариманова, Тагиев финансировал также выходящую в Калькутте газету «Хабль аль-Мартин» («Прочные узы») и оплачивал персидским и арабским читателям подписку на неё.
В начале XX века по инициативе Тагиева был издан перевод Корана на азербайджанском языке. В то время реакционное духовенство яростно сопротивлялось переводу Корана, доказывая, что изречения Корана суть божественного происхождения, а потому никто не имеет права вникать в их смысл и переиначивать их по-своему. Тогда Тагиев отправил кази Мирмагомеда Керима в Багдад. Тот привёз оттуда официальное разрешение известных учёных-арабистов на перевод. Затем Тагиев выписывал из Лейпцига арабский шрифт на котором и был напечатан азербайджанский вариант Корана. Переводчиком был сам кази Мирмагомед Керим.

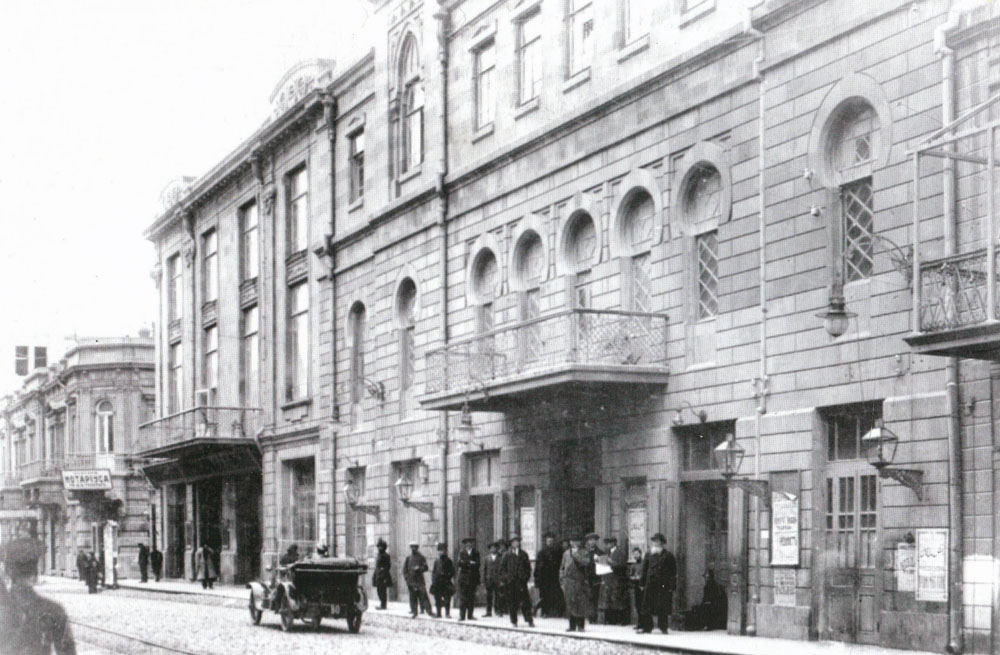
Здание театра в Баку, построенного на средства Г. З. Тагиева. Сегодня на этом месте расположено здание Азербайджанского государственного музыкального театра

В 1882 году Г. З. Тагиев представил на утверждение управы проект театрального здания для постройки на собственном участке, который находился в центре Баку. Именно в театре Г. З. Тагиева в январе 1908 года состоялась премьера первой азербайджанской национальной оперы «Лейли и Меджнун» Узеира Гаджибекова. Ещё в 1900 году Нариман Нариманов в своей книге «Пятидесятилетие Гаджи Зейналабдина Тагиева и его заслуги перед народом» писал:
Деятельность этого уважаемого человека ведёт людей к свету истины! Поразительно то, что хотя, наверное, и найдутся в Бадкубе люди богаче и образованней Тагиева, первое театральное здание здесь построил именно уважаемый Гаджи. Любознательные молодые люди Бадкубе несколько раз в год получают возможность смотреть в этом театре комедии на тюркском языке. И хотя арендная плата составляет сто рублей за вечер, уважаемый Гаджи зачастую не только не берёт её, да ещё и дополнительно делает взносы в благотворительных целях. В 1900 г. им было пожертвовано около ста тысяч на реконструкцию театра, театра хоть и небольшого, но необычайно красивого.
В 1896 году он возвёл два нижних этажа жилого дома на набережной императора Александра II (ныне Проспект Нефтяников, дом № 83). Тагиев также построил в Москве гостиницу для азербайджанских студентов и один этаж гостиницы «Континенталь». Тагиев построил гостиницу даже в Стамбуле для приезжающих азербайджанцев.
Также на средства Тагиева в Баку была построена тюрьма. Это было сделано для того, чтобы азербайджанцы отбывали срок заключения на родине. В 1905 году губернатор Баку обратился к Тагиеву с предложением о предоставлении в аренду здания на Шамахинской дороге в целях использования его в качестве тюремного здания. В этом же году заключённых с острова Нарген перевели в новое здание. До ноября 1919 года в этом здании действовала Центральная следственная тюрьма.

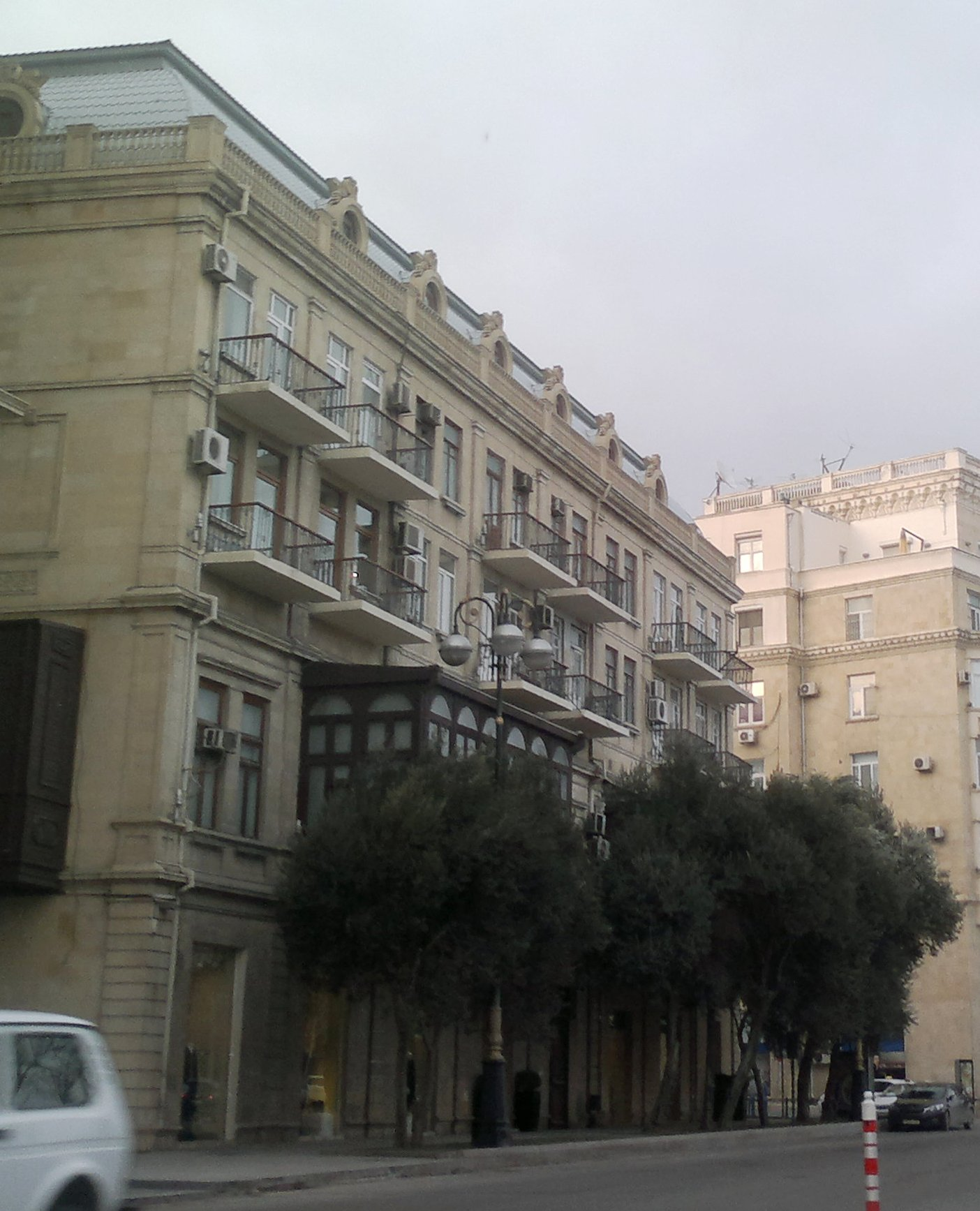
Дом № 83 на Проспекте Нефтяников в Баку. Два нижних этажа были возведены Г. З. Тагиевым в 1896 году, а два верхних — в 1960-е годы.

Гаджи Зейналабдин Тагиев также пожертвовал 15 000 рублей на счёт комитета по постройке соборной мечети в Петербурге.
В годы Первой русской революции он открыто не выступал против царизма. В характеристике, выданной бакинским губернатором В. В. Алышевским, говорилось:
В смутные годы революционного движения Тагиев смело осуждал разрушительные замыслы крайних партий и его сдерживающему влиянию правительство было в то время обязано многим. Как тогда, так и теперь Тагиев должен считать человеком не только преданным России, но и проводящим эти чувства в мусульманскую, сильно считавшуюся с его мнением, среду.
Революционное движение непосредственно затронуло самого Г. З. Тагиева. Летом 1906 года на его текстильной фабрике вспыхнула стачка, в подготовке и руководстве которой участвовали гумметисты. Во главе стачечного комитета встал М. Г. Мовсумов. Стачком выдвинул 18 требований политического и экономического характера. В числе этих требований было установление 8-часового рабочего дня, предусматриваемый коллективным договором декабря 1904 года; увеличение заработной платы на 30 %, отмены штрафов, улучшение условий труда и быта, право организации профсоюзов и.т.д.. Бастующие также решительно настаивали, чтоб Г. З. Тагиев принял на работу армянских рабочих (аналогично происходило на промыслах и заводах А. И. Манташева, где рабочие-армяне требовали принять на работу азербайджанцев). Количество бастующих доходило до 1600 человек.

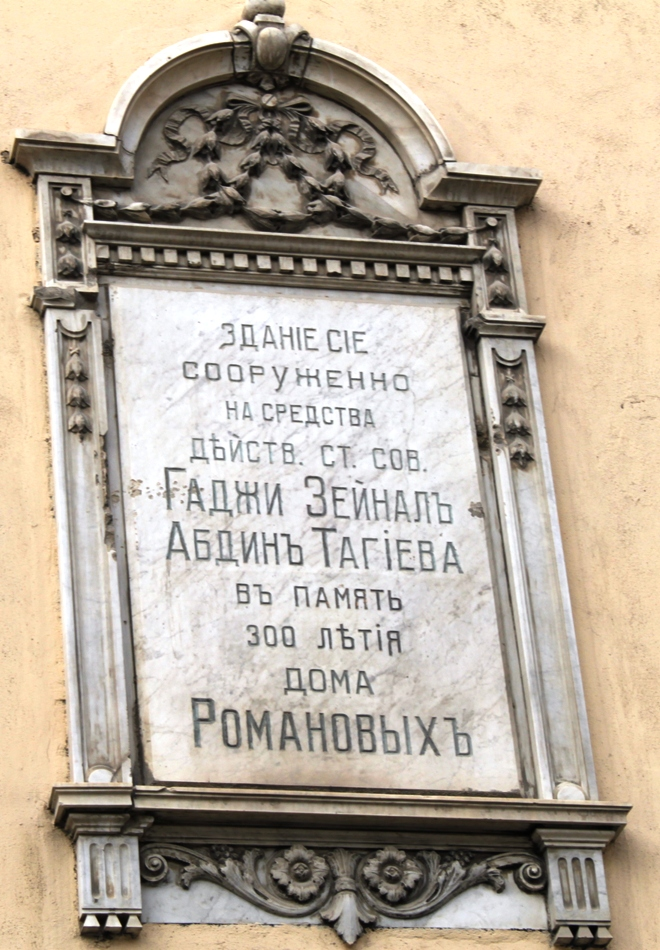
Надпись на стене здания, построенного на средства Тагиева в Баку, в память 300-летия дома Романовых

Большевики придавали большое значение этой забастовке. В связи с ней вышла специальная большевистская листовка, гласившая:
Тагиевская фабрика, это твердыня долготерпения мусульманских рабочих, забастовала... С ними обращались как с рабами; их арестовывали и били сторожа, на них совершали набеги... кормили их впроголодь, держали в нетопленных помещениях. Тагиевцы разучились спать от ночной работы, а их жёны и дети истощены 13-часовым рабочим днём и не умеют смеяться.
С. М. Эфендиев, который являлся одним из организаторов стачки, отмечал: «Рабочие этой фабрики, почти исключительно состоящие из мусульман, были доведены до отчаяния неимоверно тяжёлыми условиями работы на предприятии своего хозяина — „гордости нации“ — Тагиева». Большевистская газета «Девет-Коч» писала: «Эта забастовка имеет большое историческое значение и каждый честный друг нашей страны не может не приветствовать это великое событие в истории». Г. З. Тагиев на время закрыл фабрику, намереваясь тем самым заставить рабочих прекратить забастовку. Итогом всего этого стало то, что генерал-губернатор и администрация фабрики выполнили требования бастующих.

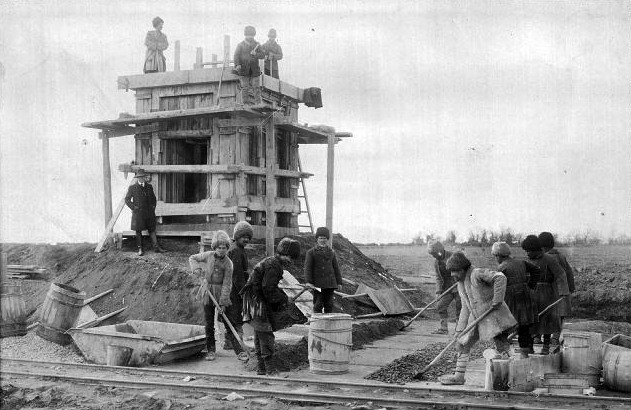
Строительство водопровода Шоллар-Баку в начале XX века

Тагиев взялся также за решение проблемы отсутствия пресной воды в Баку. В 1899 году он пригласил из Франкфурта-на-Майне известного инженера Вильяма Линдлея, имевшего опыт прокладки водопровода в городах Европы. В окрестностях Кубы, в 190 километрах от Баку, в местечке Шоллар, Линдлеем была найдена шолларская вода. Отсюда и было решено начать строительство водопровода. Выступая против противников этого проекта, Тагиев заявил:
Точно так же как вечен Шахдаг своим снегом и ледниками, вечна и вода Шолларского источника. А я не пожалею денег и сил, чтобы обеспечить родной город водой, даже если мне придётся потратить всё своё состояние.
Тагиев активно помогал сооружению водопровода Шоллар-Баку. В январе 1917 года состоялась сдача Шолларского водопровода.

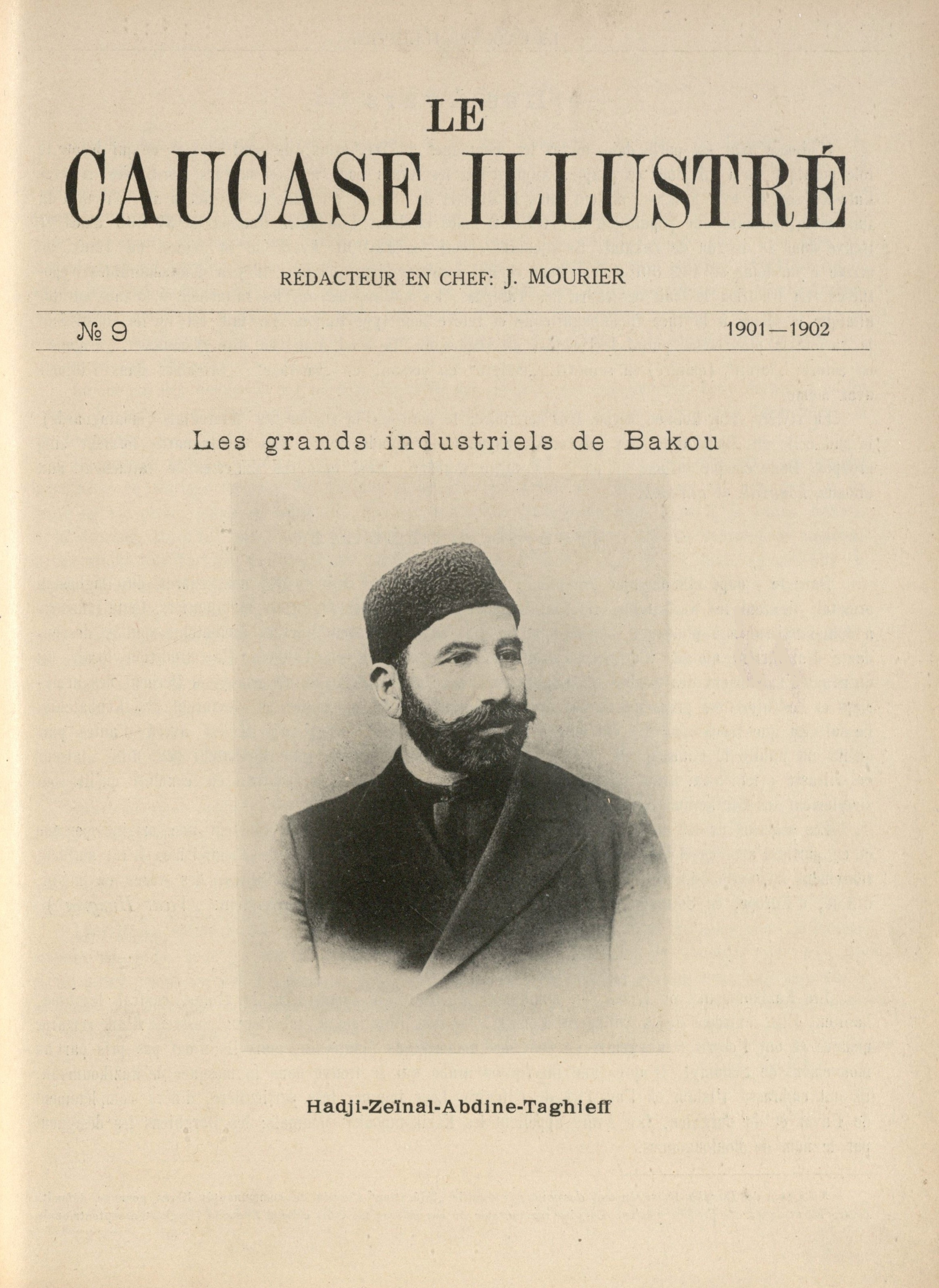
Портрет Г. З. Тагиева на обложке журнала «Le Caucase illustré». 1901—1902.

В юбилейном историческом и художественном издании в память 300-летия царствования Дома Романовых 1913 года отмечено, что Тагиев поставил себе цель развитие культуры и благосостояния местного населения, и, что «в выполнении этой благородной идеи г. Тагиеву принадлежит велиая заслуга перед Государством». Также отмечено, что Тагиев по всей справедливости «может называться великим гражданином своей родины — России». В сборнике «Члены Государственной думы» 1907 года в статье про сына Тагиева депутата И. Тагиева указано, что его отец «пользуется огромным авторитетом среди местных мусульман».
В начале XX века в Британской Индии разразилась эпидемия чумы. От стремительно распространявшейся смертельной болезни на территории современного Пакистана в то время погибли тысячи семей. Узнав об этом, Гаджи Зейналабдин Тагиев за свой счёт купил и выслал в Пакистан более 300 тысяч ампул вакцины от чумы. Это сыграло основную роль в победе над смертельной болезнью в Пакистане. В 1947 году, после обретения Пакистаном независимости, данный факт был включён в учебные пособия.

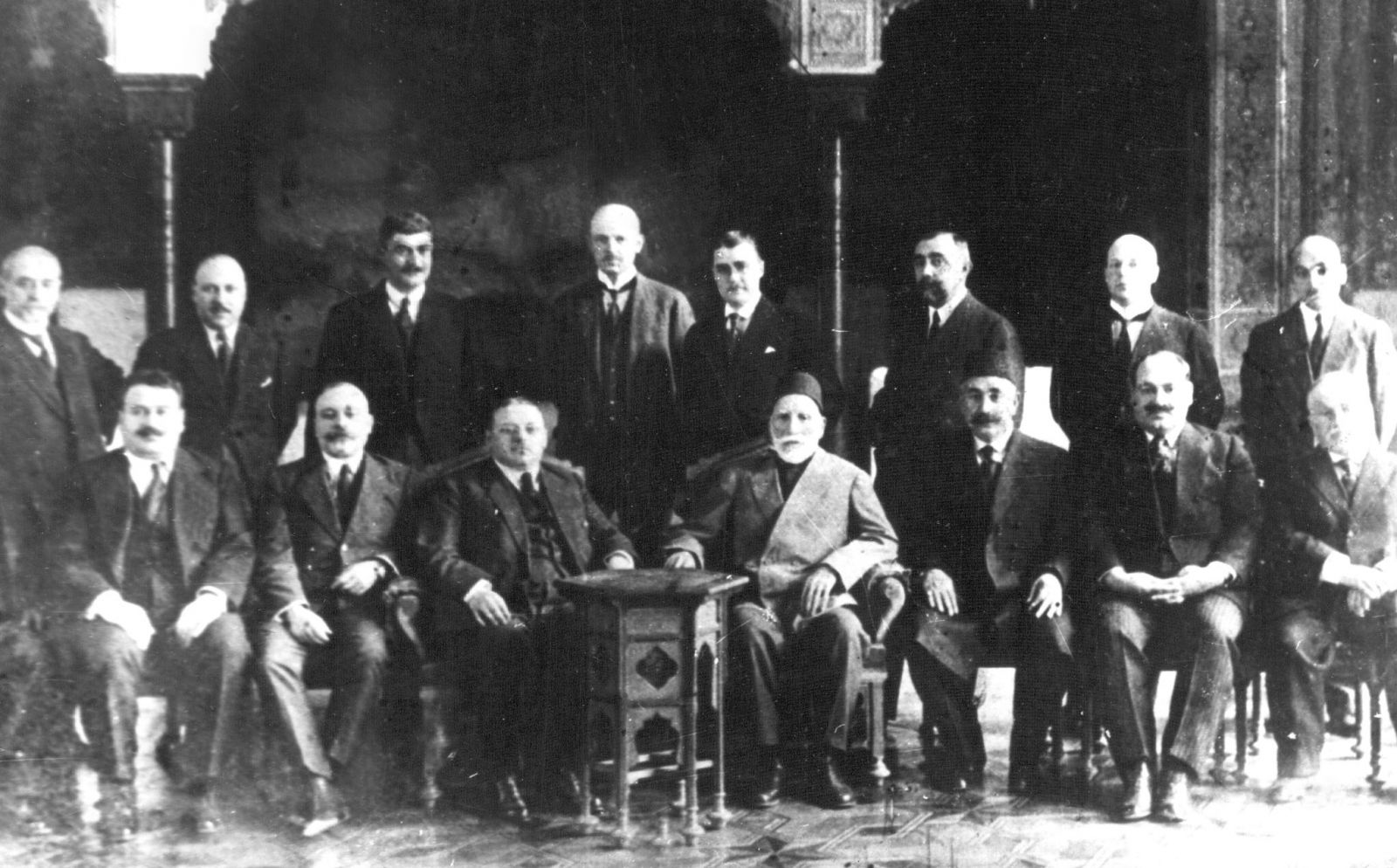
Гаджи Зейналабдин Тагиев (сидит в центре) с группой общественных деятелей в своём дворце в 1919 году

В июне 1919 года в связи с довольно сложным экономическим и политическим положением в молодой Азербайджанской Демократической Республике Тагиев в докладной записке председателю Совета Министров Насиб-беку Усуббекову высказался за решительное изменение курса правительства в финансовой и торгово-промышленной области. Тагиев считал такой шаг единственной возможностью предотвратить угрожающую, по его мнению, республике катастрофу. Тагиев также указал на факт неимоверного падения курса денежных знаков, который имел место в начале 1919 года
После установления в Азербайджане советской власти в 1920 году, все предприятия Тагиева были национализированы. Тагиев потерял почти всё своё состояние. Благодаря вмешательству первого председателя СНК Азербайджанской ССР Наримана Нариманова в благодарность за помощь в получении медицинского образования, Тагиеву была оставлена его вилла в Мардакяне, где тот вместе с семьёй и провёл последние годы своей жизни.

### Г. З. Тагиев и образование
23 августа 1880 года его утвердили Почётным попечителем Бакинской Мариинской женской гимназии, а спустя несколько лет 30 апреля 1897 года министр народного просвещения на три года утвердил Г. З. Тагиева Почётным попечителем Бакинского низшего технического училища.

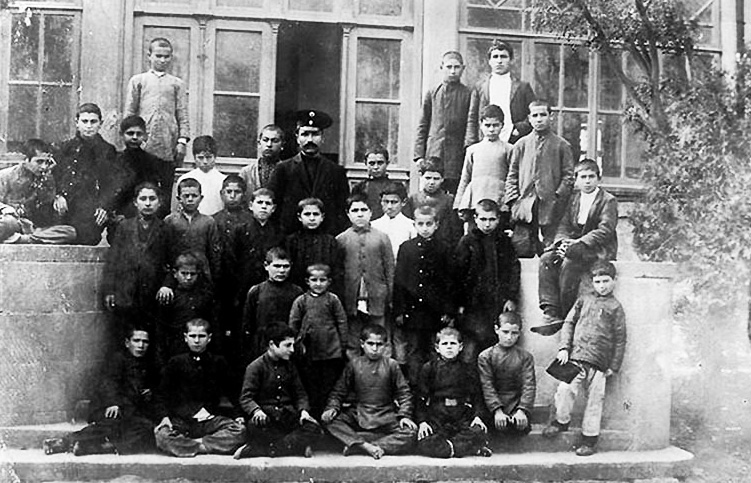
Преподаватель и ученики школы садоводства Г. З. Тагиева в Мардакяне

В 1894 году он построил в с. Мардакяны школу садоводства, ставшей первой мужской крестьянской школой-интернатом. Сюда на баржах завозилась плодотворная почва из Ленкорани, а камни, которых было много на участке школы, извлекали, чтоб они не мешали росту будущего сада. Для разведения сада Г. З. Тагиев специально пригласил учёного садовода Кенцеля.
Не владея грамотой, Г. З. Тагиев учреждал стипендии для мусульманских студентов. На его средства в Петербургском институте инженеров путей сообщения учился Худадат-бек Мелик-Асланов, впоследствии министр железнодорожного транспорта Закавказской федерации и Азербайджанской Демократической Республики. Г. З. Тагиев также помогал поступившему в 1902 году в Одесский университет студенту Нариману Нариманову, выплачивая ему ежемесячно стипендию в 30 рублей. В 1917 году Тагиев выделил 300 рублей окончившему Эриванскую гимназию с золотой медалью Азизу Алиеву, впоследствии видному учёному, общественному и государственному деятелю Азербайджана и Дагестана. На эти деньги Алиев поехал в Петроград, где поступил в Военно-медицинскую академию. Также на средства Тагиева и его супруги Соны Тагиевой получала музыкальное образование в Милане первая азербайджанская оперная певица Шовкет Мамедова.

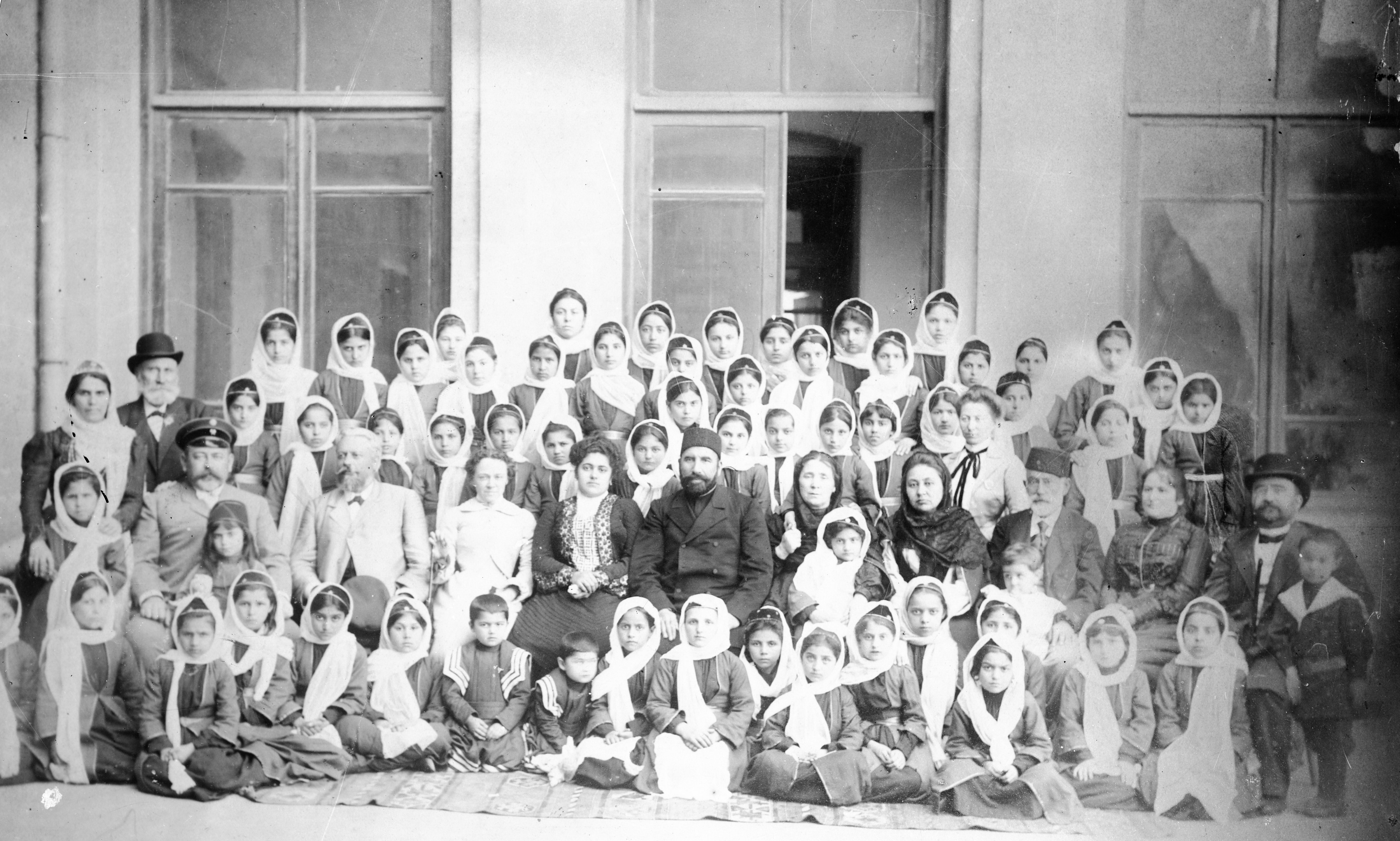
Г. З. Тагиев, его супруга Сона-ханум, Гасан-бек Зардаби с супругой Ганифой Меликовой и А. Топчибашев с ученицами основанного Тагиевым Бакинского женского Александринского русско-мусульманского училища

Тагиев спонсировал учёбу в самых престижных заграничных учебных заведениях будущих специалистов-азербайджанцев: нефтяников, юристов, врачей, политологов, а также добился того, чтобы в Баку открыли собственный государственный политехнический институт, где преподавали лучшие профессора того времени. Чтобы заранее предотвратить возможную текучесть ценных кадров, Тагиев отправлял на учебу молодых людей, взяв подписку об их непременном возвращении на родину и женитьбе исключительно на девушках-мусульманках. А для повышения статуса их будущих жён он в 1901 году основывет Бакинское женское русско-мусульманское училище имени имп. Александры Фёдоровны, которое стало первой на Востоке школой-пансионом для девочек-мусульманок. Для основания этой школы Тагиев пожертвовал 300 тысяч рублей. Отмечая заслуги Тагиева в деле развития народного просвещения в начале XX века, Нариман Нариманов в газете «Иршад» от 9 марта 1906 писал:
Школа, которую открыл для девочек Гаджи Зейнал Абдин эфенди — самая большая его заслуга из всех заслуг. Рост числа таких школ принесёт в будущем народу огромное счастье.

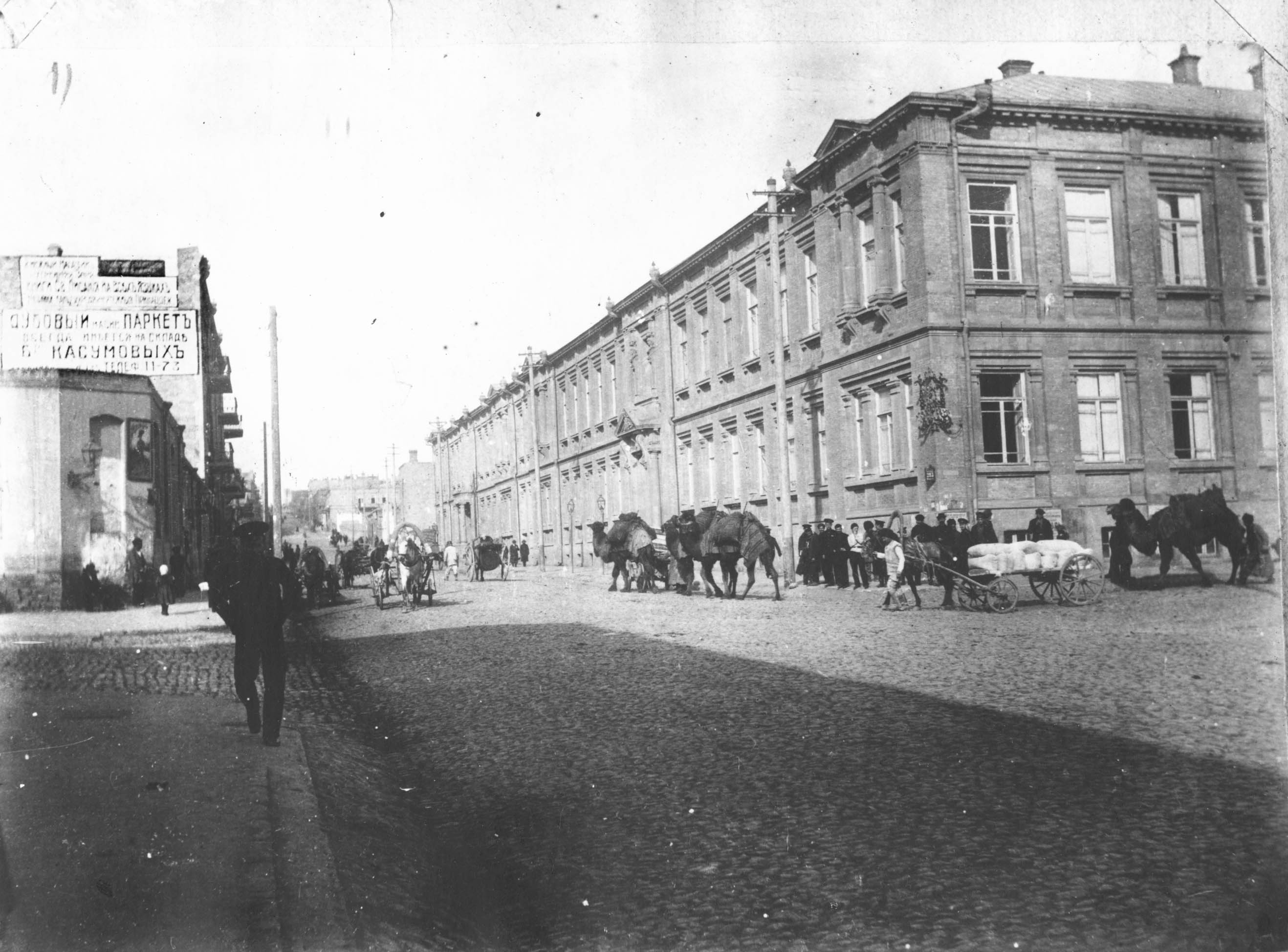
Здание Бакинского среднего технического училища, на строительство которого Тагиев пожертвовал 100 тысяч рублей. Сегодня в этом здании расположен главный корпус Азербайджанского государственного университета нефти и промышленности

Тагиев также пожертвовал 100 тысяч рублей на строительство здания Бакинского среднего технического училища (ныне — Азербайджанский государственный университет нефти и промышленности).
В августе 1906 года в Баку по инициативе Н. Нариманова и Гасан-бека Зардаби состоялся I съезд учителей-мусульман. По предложению Нариманова съезд принял решения по вопросам преподавания азербайджанского языка: введение его как обязательного предмета в школах и увеличение числа уроков в неделю, уравнение преподавателей азербайджанского языка в правах с учителями других предметов, а также принятие учителей азербайджанского языка на работу и увольнения с согласия общественности. Некоторые либерально настроенные участники съезда встретили предложения Н. Нариманова крайне отрицательно. Приглашённый на следующий день Г. З. Тагиев обрушился с резкой критикой в его адрес:
Вчерашнее ваше решение указывает на то, что съездом руководят недальновидные люди, вроде Нариманова. Знайте кто такой Нариманов: он в кармане не имеет ни одной копейки, учится на мой счёт, а здесь смеет произносить революционные речи и вводит нас в заблуждение. Я прошу отменить вчерашнее решение, так как оно бросает тень на всю нацию перед правительством».
В ответ на критику Н. Нариманов сделал яркое заявление:
Товарищи! В числе других стипендиатов г. Тагиева нахожусь и я, но я не знал, что г. Тагиев помогает бедным учителям для того, чтобы они не имели своего мнения. Если до сих пор г. Тагиев помогал студентам для того, чтобы жить только мнение г. Тагиева, то во всяком случае, я не могу из-за своего прошлого и настоящее омрачать позором: молчать там, где нужно кричать. Никому я не давал права и не позволю за презренный металл заставить меня молчать, когда в это же время не только открыто говорят, но проливают свою кровь за освобождение от царского гнёта. Перед всем съездом я с радостью отказываюсь от стипендии г. Тагиева, чтобы быть свободным от тиранов нашего времени и чтобы потомки наши не продавали себя за презренное золото.
Его выступление было встречено аплодисментами делегатов съездов. Однако столкновение Н. Нариманова с Г. З. Тагиевым не понравилось ряду интеллигентов, как например А. Топчибашеву, и на съезде они сделали выпады в его адрес. По прошествии нескольких лет Н. Нариманов напишет: «Я, пятнадцать лет работавший на народной ниве, отдавший лучшие свои молодые силы распространению просвещения в Баку, был оскорблён, унижен всесильным Гаджи, что имел дерзость противоречить ему в вопросе, касающемся не каких-нибудь семейных дрязг, а целого народа, его воспитания и духовного развития. Борьба между мною, бедным студентом, и Гаджи — миллионером — была идейная».

### Кончина
Гаджи Зейналабдин Тагиев скончался 1 сентября 1924 года в своём доме в посёлке Мардакян, близ Баку. Похоронен, согласно завещанию, у подножия усыпальницы религиозного деятеля Ахунда Абутураба в том же посёлке, на территории святилища «Пир-Гасан». В связи с кончиной Тагиева в газете «Коммунист» от 13 сентября 1924 года был опубликован некролог. В 1989 году на его могиле воздвигли памятник.

### Искажение исторической роли Тагиева в советские годы
В годы Советской власти в трудах обществоведов Тагиев характеризовался как жестокий эксплуататор рабочего класса, азербайджанского народа, враг науки, культуры, прогресса. Даже в изданной Институтом истории Академией наук Азербайджанской ССР «Истории Азербайджана» заслуги Тагиева в открытии в Баку женского русского-мусульманского училища, театра, сельскохозяйственной школы приписали другим. Роль Тагиева была искажена также в трудах историков Дагестана.
К примеру, в изданном в 1967 году Академии наук Азербайджанской ССР сборнике документов и материалов «Рабочее движение в Азербайджане в годы нового революционного подъёма» отмечалось, что Тагиев «противодействовал развитию азербайджанской культуры по демократическому пути». Авторы сборника писали, что журнал «Молла Насреддин» называл Тагиева «гордостью нации» с сарказмом, «вскрывая истинные цели филантропии Тагиева и разоблачая его как жестокого эксплуататора рабочих-азербайджанцев и других национальностей». Свои награды Тагиев, по мнению авторов сборника, получил «за заслуги перед самодержавием». В другой книге, опубликованной в 1969 году издательством «Элм» Академии наук Азербайджанской ССР, Л. М. Алиева называет Тагиева «жадным эксплуататором».
Дочь Тагиева Сара долгое время работала над восстановлением правдивых сведений о прогрессивной деятельности своего отца. Ей удалось собрать множество документов, подтверждающих вклад Тагиева в просветительство, образование, культуру, строительство, науку, а также отзывы тех, кто получил образование на средства её отца. В 1966 году она представила в Институт философии Академии наук СССР и Институт стран Азии и Африки свою научную работу о применении философских знаний, касающихся подхода к событиям истории Азербайджана и связанных с деятельностью Тагиева. Только спустя три года после долгих споров Академия наук Азербайджанской ССР согласилась с выводами, сделанными Сарой Сараевой.
И хотя в изданном в 1986 году IX томе Азербайджанской советской энциклопедии уже отмечалось, что Тагиев основал школы (в том числе школу для девушек), построил здание национального театра, тратил средства на издание газет и журналов, культурно-просветительские общества, подготовку национальных кадров, сразу же было написано, что Тагиев хотел «прославиться как глава и отец нации» и по-прежнему указывалось, что Тагиев разбогател в результате «жестокой эксплуатации рабочих». В этой статье из АСЭ Тагиев характеризовался также как «защитник контрреволюционных сил».

## Владения
В 1895 году в селе Мардакян по проекту польского архитектора И. В. Гославского была построена вилла Г. З. Тагиева. Этот населённый пункт служил местом для дач бакинских богачей, что было обусловлено близостью к Баку и удобным сообщением по шоссейной дороге.
Тем же И. В. Гославским в 1898—1902 годах (или в 1893—1902 годах) на Горчаковской улице (ныне улица Г. З. Тагиева) был воздвигнут дворец Тагиева (ныне здесь расположен Музей истории Азербайджана). Это здание занимает целый квартал в исторической части Баку и является одной из лучших работ И. Гославского.
По определению Бакинского окружного суда от 21 февраля 1909 года Г. З. Тагиеву было передано «в управление для пользования доходами взамен процентов по уплате Банку по первой закладной» всё недвижимое имение Мир Ахмед-хана Талышинского. Оно включало селения в Астаринском магале, дом в Ленкоране и земли в Аркеванском приставстве. Как гласил судебный вердикт: «в течение десятков лет Талышинский не только не платил частных долгов, но и казённых долгов, вследствие чего накопилось недоимок свыше 30-и тысяч рублей».

## Семья и потомки

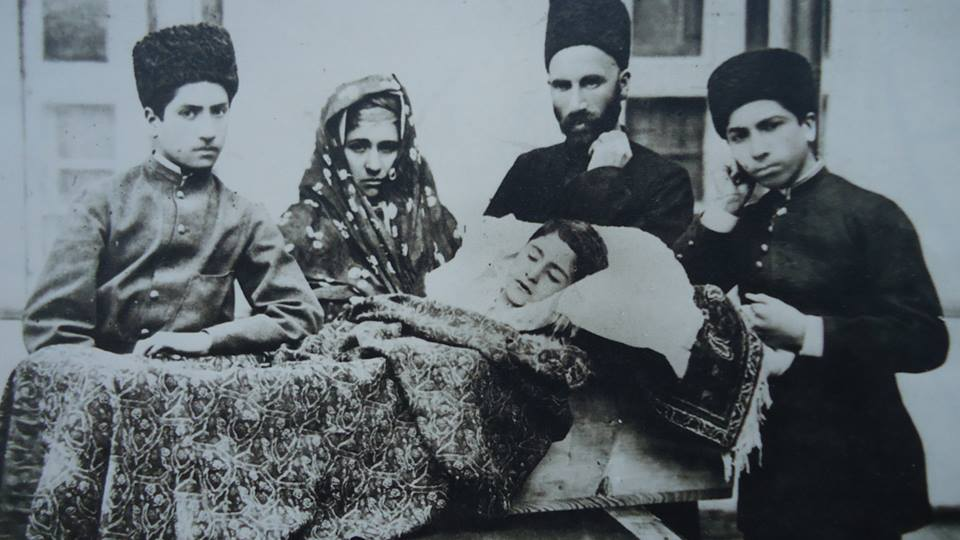
Семья Тагиевых у гроба умершего сына Г. З. Тагиева Кязыма. Слева направо: сын Исмаил, жена Зейнаб, сам Тагиев, второй сын Садых. 1870е-1880е гг.

Первый раз Тагиев женился на своей двоюродной сестре по отцу (дочь дяди) Зейнаб-ханум, в браке с которой родилось трое детей: сыновья — Исмаил (1865—1930) и Садых (1868—1943), а также дочь Халима (Ханым) (1871—1916). По некоторым данным, в семье был ещё один сын Кязым, который умер в детском возрасте. В Музее истории Азербайджана хранится фотография, на которой изображены Тагиев с супругой Зейнаб-ханум и двумя сыновьями, как утверждается, у гроба третьего сына Кязыма.
Вторым браком, заключённым в Дербенте в 1896 году, Г. З. Тагиев женился на дочери генерал-майора Балакиши бека Араблинского — Соне Араблинской (1881—1932). От этого брака у них были пятеро детей: два сына — Мамед (1900—1918) и Ильяс (1903—1939), а также три дочери — Лейла (1898—1947), Сара (1899—1991) и Сурая (1904—1975).

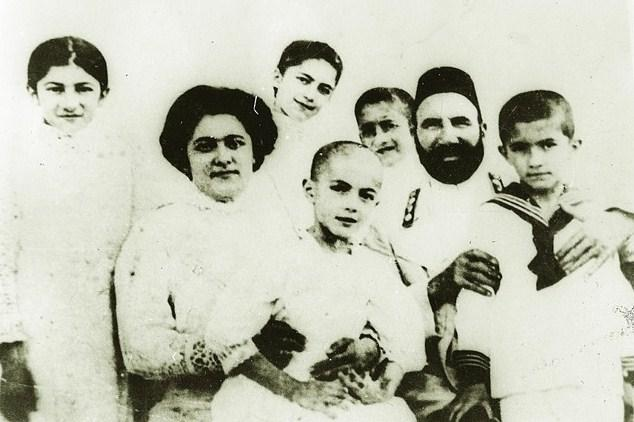
Тагиев со своей второй супругой Соной Тагиевой и детьми

Жена Сона Тагиева окончила бакинское женское Заведение Св. Нины, владела русским и французским языками. После замужества стала членом попечительского совета Бакинского женского Александринского русско-мусульманского училища (первой в России светской школы для мусульманок), занималась благотворительностью. После смерти мужа осталась без средств к существованию и прожила последние годы в нищете, страдая душевным расстройством и прося подаяние на улицах Баку. В 1932 (или 1938) году рано утром бездыханное тело Соны Тагиевой с куском зажатого в руке хлеба обнаружили на тротуаре. Вдову миллионера похоронили на биби-эйбатском кладбище, однако два года спустя солдаты кладбище срыли и могила была утеряна.
Потомки от первого брака:
- Старший сын Исмаил Тагиев (1865—1930) был избран депутатом Государственной думы Российской империи II созыва от города Баку, однако в Петербург не приехал[109]. В результате этого Баку оказался в Думе без представительства[110]. Он состоял в браке с Нурджахан Араблинской, старшей сестрой второй супруги своего отца[111].
  - Внук Абдуррахман Тагиев (1899—1983) в 1926 году окончил Стамбульский технический университет, был инженером-строителем. Его дочь Сона вышла замуж за государственного министра Турции Мехмета Оздаша[тур.], от которого у неё было двое детей[112].
- Второй сын — Садых Тагиев (1868—1943), был женат на дочери принца Хан Баба-хана Каджара принцессе Маликсиме Каджар[113] и имел троих детей: сына и двух дочерей[114].
  - Внучка Заринтадж (1896—?) вышла замуж за своего двоюродного брата по материнской линии принца Бахман Мирзу Каджара (1894—1927) и в этом браке у них родилось двое детей[95].
  - Внук[113][К. 2] Зейналабдин Тагиев (1907—1940) до 1937 года являлся экспертом Торговой палаты[95][115]. В Баку он имел славу секретного агента ОГПУ-НКВД[115]. В реабилитационном заключении по делу инженера А. Ахундова, который при помощи Г. З. Тагиева получил образование, говорилось, что Зейнал Тагиев «будучи секретным сотрудником Аз. НКВД, был „штатным свидетелем“ и, разъезжая по судам вплоть до 1940 г., давал вымышленные показания на десятки честных людей»[115]. Его арестовали в октябре 1937 года, судили и в июне 1940 года расстреляли[95][115].
  - Внучка Зейнаб[114].
- Старшая дочь Халима (Ханым) Тагиева (1871—1916) вышла замуж за видного учёного-химика Мовсум-бека Ханларова, в браке с которым имела двоих детей — Мухаммед-бека и Зулейху-ханым Ханларовых[116].

Потомки от второго брака:

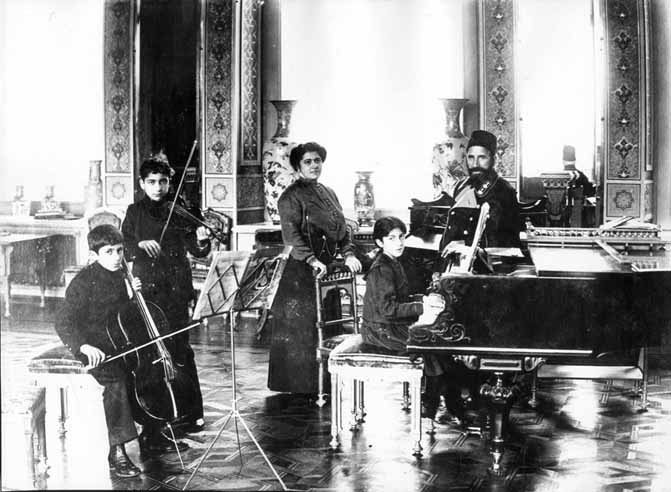
Тагиев со своей второй супругой Сона Тагиевой и детьми

- Сын Мамед был офицером. Весной 1918 года он погиб во время столкновения между мусульманскими и русско-армянскими частями в городе Ленкорань. Его тело для погребения доставили в Баку. Как отмечает американский исследователь Майкл Смит, эти похороны стали для Баку «самыми важными и памятными похоронами за много лет»[117]. Г. З. Тагиев, чтобы почтить память сына, не пожалел расходов[117]. Однако вслед за этим в Баку развернулись кровопролитные события, которые, по мусульманской версии, начались с того, что Бакинский Совет разоружил и запер на корабле небольшую группу почётного караула убитого[117].
- Сын Ильяс некоторое время жил в Москве, где был арестован в 1930-х и провёл год в тюрьме. В период заключения у Ильяса развилось психическое расстройство. В 1939 году он умер в психиатрической лечебнице в Баку[108].

Гаджи Зейналабдин Тагиев в 1924 году с дочерью Лейлой и её детьми, Али, Надиром и Гюльнар. Последняя фотография Тагиева

- Вторая дочь Лейла, выпускница Смольного института благородных девиц, стала супругой Али Асадуллаева, сына известного нефтепромышленника. В 1924 году она, забрав детей, тайно выехала морским путём в персидский порт Энзели, где её ждал муж, не вернувшийся в СССР из командировки, опасаясь заключения. Оттуда, из страха быть выданными советским властям, супруги бежали в Париж[118]. По словам внучки Тагиева Сафии, весть о бегстве Лейлы из Баку стала смертельным ударом для Тагиева[106]. Один из сыновей Лейлы и Али пропал без вести в Берлине, другой умер в Париже в результате несчастного случая, упав в реку. В годы Второй мировой войны Али Асадуллаев и его старший сын Али воевали против Красной Армии в составе РОА и погибли во время её разгрома в мае 1945. Лейла, жившая на тот момент с дочерью в Стамбуле, не перенеся утрат, в 1947 году[119] покончила с собой, приняв смертельную дозу аспирина[108]. Похоронена на кладбище Ферикёй[англ.][119].
  - Внучка Гюльнар, единственная из детей Лейлы и Али, пережившая родителей, вышла замуж за предпринимателя Махмуда Искандера Сафикюрдского, азербайджанского эмигранта, обосновавшегося в Югославии. После смерти матери Гюльнар с мужем некоторое время жила в США, где сегодня живут их трое детей[119]. Сама Гюльнар работала в благотворительном обществе «Florence Nightingale», последние годы вместе с мужем проживала в Стамбуле, на острове Бююкада, где и скончалась в 2007 году[120].
- Третья дочь Сара, также выпускница Смольного института, вышла замуж за адвоката Зейнала Селимханова, от которого родила дочь Сафию. Позже супруги развелись (это, тем не менее, не спасло Селимханова, который впоследствии дважды арестовывался НКВД и умер в заключении в 1942 году), после чего Сара переехала в Ленинград. Там в 1934 году была арестована по подозрению в участие в заговоре, приведшем к убийству Кирова, но через несколько месяцев была освобождена. Училась на заводских курсах, позже вышла замуж за бухгалтера Николая Сараева (погиб на фронте в годы Великой Отечественной войны) и родила двоих сыновей — Олега и Льва. Войну пережила в эвакуации. После смерти Сталина Сара вернулась в Баку, работала библиотекарем читального зала Института им. М. Ф. Ахундова, была уволена в 1957 году, по её словам, за попытку реабилитации отца в научной работе[121][122].
  - Внучка, дочь Сары от первого брака Сафия (1917—2005), в 1941 году вместе с мужем и детьми была сослана в Стерлитамак, затем некоторое время жила во Львове, а в 1949 году обосновалась в Ашхабаде. В 1990 году, узнав о тяжёлой болезни матери, вернулась в Баку, где и прожила остаток жизни.
  - Внуки, сыновья Сары от второго брака, Олег и Лев Сараевы, в советские годы жили в Баку, а ныне живут в России[121].
- Младшая дочь Сурая в советское время окончила стоматологическое училище, в 1922 году[123] вышла замуж за инженера Асада Абдуллаева, родила двоих детей: дочь Диляру (1923—2006) и сына Расми (1924—1995)[124]. Умерла в Баку. Её сын Расми Абдуллаев был геофизиком, доктором геолого-минералогических наук, профессором[125]

В настоящее время (на март 2021 г.) потомки Гаджи Зейналабдина Тагиева проживают в Санкт-Петербурге (внук, Олег Сараев), Рязани (внук, Лев Сараев), Париже (прапраправнук, Албан Клод) и Баку (правнук Назим Абдуллаев, праправнучка Диляра Абдуллаева, праправнучка Инесса Керимова и др.).

### Генеалогическое древо потомков Тагиева
|                                |                                |                                |                                |                                  |                                  |                                  |                                  |                                  |                                  |            |            |                          |                          |                          |                          |                          |                          |                |                |                |                |                |                |                                |                                |                                |                                |                                |                                |                           |                           |                                      |                                      | Таги Дост Мамед оглы                 | Таги Дост Мамед оглы                 | Таги Дост Мамед оглы                 | Таги Дост Мамед оглы                 | Таги Дост Мамед оглы     | Таги Дост Мамед оглы     |                                       |                                       |                                       |                                       |                                       |                                       | Умми ханум Ахунд-Зульфугар кызы | Умми ханум Ахунд-Зульфугар кызы | Умми ханум Ахунд-Зульфугар кызы | Умми ханум Ахунд-Зульфугар кызы | Умми ханум Ахунд-Зульфугар кызы | Умми ханум Ахунд-Зульфугар кызы |                                 |                                 |                                 |                                 |                                 |                                 |                         |                         |                         |                         |            |            |             |             |                |                |                          |                          |                          |                          |                          |                          |                             |                             |                             |                             |                             |                             | Балакиши Араблинский (1828—1902) | Балакиши Араблинский (1828—1902) | Балакиши Араблинский (1828—1902) | Балакиши Араблинский (1828—1902) | Балакиши Араблинский (1828—1902) | Балакиши Араблинский (1828—1902) |                           |                           |                           |                           |                    |                    |                               |                               |                               |                               |                               |                               |                   |                   |                     |                     |                     |                     |                     |                     |                   |                   |                               |                               |                               |                               |                               |                               |                          |                          |                          |                          |                          |                          |                      |                      |                      |                      |                |                |                         |                         |                         |                         |                              |                              |                              |                              |                              |                              |                 |                 |                                     |                                     |                                     |                                     |                                     |                                     |                   |                   |                   |                   |                  |                  |                  |                  |  |  |                   |                   |                   |                   |                   |                   |
|                                |                                |                                |                                |                                  |                                  |                                  |                                  |                                  |                                  |            |            |                          |                          |                          |                          |                          |                          |                |                |                |                |                |                |                                |                                |                                |                                |                                |                                |                           |                           |                                      |                                      | Таги Дост Мамед оглы                 | Таги Дост Мамед оглы                 | Таги Дост Мамед оглы                 | Таги Дост Мамед оглы                 | Таги Дост Мамед оглы     | Таги Дост Мамед оглы     |                                       |                                       |                                       |                                       |                                       |                                       | Умми ханум Ахунд-Зульфугар кызы | Умми ханум Ахунд-Зульфугар кызы | Умми ханум Ахунд-Зульфугар кызы | Умми ханум Ахунд-Зульфугар кызы | Умми ханум Ахунд-Зульфугар кызы | Умми ханум Ахунд-Зульфугар кызы |                                 |                                 |                                 |                                 |                                 |                                 |                         |                         |                         |                         |            |            |             |             |                |                |                          |                          |                          |                          |                          |                          |                             |                             |                             |                             |                             |                             | Балакиши Араблинский (1828—1902) | Балакиши Араблинский (1828—1902) | Балакиши Араблинский (1828—1902) | Балакиши Араблинский (1828—1902) | Балакиши Араблинский (1828—1902) | Балакиши Араблинский (1828—1902) |                           |                           |                           |                           |                    |                    |                               |                               |                               |                               |                               |                               |                   |                   |                     |                     |                     |                     |                     |                     |                   |                   |                               |                               |                               |                               |                               |                               |                          |                          |                          |                          |                          |                          |                      |                      |                      |                      |                |                |                         |                         |                         |                         |                              |                              |                              |                              |                              |                              |                 |                 |                                     |                                     |                                     |                                     |                                     |                                     |                   |                   |                   |                   |                  |                  |                  |                  |  |  |                   |                   |                   |                   |                   |                   |
|                                |                                |                                |                                |                                  |                                  |                                  |                                  |                                  |                                  |            |            |                          |                          |                          |                          |                          |                          |                |                |                |                |                |                |                                |                                |                                |                                |                                |                                |                           |                           |                                      |                                      |                                      |                                      |                                      |                                      |                          |                          |                                       |                                       |                                       |                                       |                                       |                                       |                                 |                                 |                                 |                                 |                                 |                                 |                                 |                                 |                                 |                                 |                                 |                                 |                         |                         |                         |                         |            |            |             |             |                |                |                          |                          |                          |                          |                          |                          |                             |                             |                             |                             |                             |                             |                                  |                                  |                                  |                                  |                                  |                                  |                           |                           |                           |                           |                    |                    |                               |                               |                               |                               |                               |                               |                   |                   |                     |                     |                     |                     |                     |                     |                   |                   |                               |                               |                               |                               |                               |                               |                          |                          |                          |                          |                          |                          |                      |                      |                      |                      |                |                |                         |                         |                         |                         |                              |                              |                              |                              |                              |                              |                 |                 |                                     |                                     |                                     |                                     |                                     |                                     |                   |                   |                   |                   |                  |                  |                  |                  |  |  |                   |                   |                   |                   |                   |                   |
|                                |                                |                                |                                | Балакиши Араблинский (1828—1902) | Балакиши Араблинский (1828—1902) | Балакиши Араблинский (1828—1902) | Балакиши Араблинский (1828—1902) | Балакиши Араблинский (1828—1902) | Балакиши Араблинский (1828—1902) |            |            |                          |                          |                          |                          |                          |                          |                |                |                |                |                |                | Зейнаб-ханум                   | Зейнаб-ханум                   | Зейнаб-ханум                   | Зейнаб-ханум                   | Зейнаб-ханум                   | Зейнаб-ханум                   |                           |                           |                                      |                                      |                                      |                                      |                                      |                                      |                          |                          | Гаджи Зейналабдин Тагиев (1838?—1924) | Гаджи Зейналабдин Тагиев (1838?—1924) | Гаджи Зейналабдин Тагиев (1838?—1924) | Гаджи Зейналабдин Тагиев (1838?—1924) | Гаджи Зейналабдин Тагиев (1838?—1924) | Гаджи Зейналабдин Тагиев (1838?—1924) |                                 |                                 |                                 |                                 |                                 |                                 |                                 |                                 |                                 |                                 |                                 |                                 |                         |                         |                         |                         |            |            |             |             |                |                |                          |                          |                          |                          |                          |                          |                             |                             |                             |                             |                             |                             | Сона Араблинская (1881—1932)     | Сона Араблинская (1881—1932)     | Сона Араблинская (1881—1932)     | Сона Араблинская (1881—1932)     | Сона Араблинская (1881—1932)     | Сона Араблинская (1881—1932)     |                           |                           |                           |                           |                    |                    |                               |                               |                               |                               |                               |                               |                   |                   |                     |                     |                     |                     |                     |                     |                   |                   |                               |                               |                               |                               |                               |                               |                          |                          |                          |                          |                          |                          |                      |                      |                      |                      |                |                |                         |                         |                         |                         |                              |                              |                              |                              |                              |                              |                 |                 | Шамси Асадуллаев (1840—1913)        | Шамси Асадуллаев (1840—1913)        | Шамси Асадуллаев (1840—1913)        | Шамси Асадуллаев (1840—1913)        | Шамси Асадуллаев (1840—1913)        | Шамси Асадуллаев (1840—1913)        |                   |                   |                   |                   |                  |                  |                  |                  |  |  |                   |                   |                   |                   |                   |                   |
|                                |                                |                                |                                | Балакиши Араблинский (1828—1902) | Балакиши Араблинский (1828—1902) | Балакиши Араблинский (1828—1902) | Балакиши Араблинский (1828—1902) | Балакиши Араблинский (1828—1902) | Балакиши Араблинский (1828—1902) |            |            |                          |                          |                          |                          |                          |                          |                |                |                |                |                |                | Зейнаб-ханум                   | Зейнаб-ханум                   | Зейнаб-ханум                   | Зейнаб-ханум                   | Зейнаб-ханум                   | Зейнаб-ханум                   |                           |                           |                                      |                                      |                                      |                                      |                                      |                                      |                          |                          | Гаджи Зейналабдин Тагиев (1838?—1924) | Гаджи Зейналабдин Тагиев (1838?—1924) | Гаджи Зейналабдин Тагиев (1838?—1924) | Гаджи Зейналабдин Тагиев (1838?—1924) | Гаджи Зейналабдин Тагиев (1838?—1924) | Гаджи Зейналабдин Тагиев (1838?—1924) |                                 |                                 |                                 |                                 |                                 |                                 |                                 |                                 |                                 |                                 |                                 |                                 |                         |                         |                         |                         |            |            |             |             |                |                |                          |                          |                          |                          |                          |                          |                             |                             |                             |                             |                             |                             | Сона Араблинская (1881—1932)     | Сона Араблинская (1881—1932)     | Сона Араблинская (1881—1932)     | Сона Араблинская (1881—1932)     | Сона Араблинская (1881—1932)     | Сона Араблинская (1881—1932)     |                           |                           |                           |                           |                    |                    |                               |                               |                               |                               |                               |                               |                   |                   |                     |                     |                     |                     |                     |                     |                   |                   |                               |                               |                               |                               |                               |                               |                          |                          |                          |                          |                          |                          |                      |                      |                      |                      |                |                |                         |                         |                         |                         |                              |                              |                              |                              |                              |                              |                 |                 | Шамси Асадуллаев (1840—1913)        | Шамси Асадуллаев (1840—1913)        | Шамси Асадуллаев (1840—1913)        | Шамси Асадуллаев (1840—1913)        | Шамси Асадуллаев (1840—1913)        | Шамси Асадуллаев (1840—1913)        |                   |                   |                   |                   |                  |                  |                  |                  |  |  |                   |                   |                   |                   |                   |                   |
|                                |                                |                                |                                |                                  |                                  |                                  |                                  |                                  |                                  |            |            |                          |                          |                          |                          |                          |                          |                |                |                |                |                |                |                                |                                |                                |                                |                                |                                |                           |                           |                                      |                                      |                                      |                                      |                                      |                                      |                          |                          |                                       |                                       |                                       |                                       |                                       |                                       |                                 |                                 |                                 |                                 |                                 |                                 |                                 |                                 |                                 |                                 |                                 |                                 |                         |                         |                         |                         |            |            |             |             |                |                |                          |                          |                          |                          |                          |                          |                             |                             |                             |                             |                             |                             |                                  |                                  |                                  |                                  |                                  |                                  |                           |                           |                           |                           |                    |                    |                               |                               |                               |                               |                               |                               |                   |                   |                     |                     |                     |                     |                     |                     |                   |                   |                               |                               |                               |                               |                               |                               |                          |                          |                          |                          |                          |                          |                      |                      |                      |                      |                |                |                         |                         |                         |                         |                              |                              |                              |                              |                              |                              |                 |                 |                                     |                                     |                                     |                                     |                                     |                                     |                   |                   |                   |                   |                  |                  |                  |                  |  |  |                   |                   |                   |                   |                   |                   |
|                                |                                |                                |                                |                                  |                                  |                                  |                                  |                                  |                                  |            |            |                          |                          |                          |                          |                          |                          |                |                |                |                |                |                |                                |                                |                                |                                |                                |                                |                           |                           |                                      |                                      |                                      |                                      |                                      |                                      |                          |                          |                                       |                                       |                                       |                                       |                                       |                                       |                                 |                                 |                                 |                                 |                                 |                                 |                                 |                                 |                                 |                                 |                                 |                                 |                         |                         |                         |                         |            |            |             |             |                |                |                          |                          |                          |                          |                          |                          |                             |                             |                             |                             |                             |                             |                                  |                                  |                                  |                                  |                                  |                                  |                           |                           |                           |                           |                    |                    |                               |                               |                               |                               |                               |                               |                   |                   |                     |                     |                     |                     |                     |                     |                   |                   |                               |                               |                               |                               |                               |                               |                          |                          |                          |                          |                          |                          |                      |                      |                      |                      |                |                |                         |                         |                         |                         |                              |                              |                              |                              |                              |                              |                 |                 |                                     |                                     |                                     |                                     |                                     |                                     |                   |                   |                   |                   |                  |                  |                  |                  |  |  |                   |                   |                   |                   |                   |                   |
|                                |                                |                                |                                | Нурджахан Араблинская            | Нурджахан Араблинская            | Нурджахан Араблинская            | Нурджахан Араблинская            | Нурджахан Араблинская            | Нурджахан Араблинская            |            |            | Измаил (1865—1930)       | Измаил (1865—1930)       | Измаил (1865—1930)       | Измаил (1865—1930)       | Измаил (1865—1930)       | Измаил (1865—1930)       |                |                |                |                |                |                |                                |                                |                                |                                | Мелексима Каджар (1875—?)      | Мелексима Каджар (1875—?)      | Мелексима Каджар (1875—?) | Мелексима Каджар (1875—?) | Мелексима Каджар (1875—?)            | Мелексима Каджар (1875—?)            |                                      |                                      | Садых Тагиев (1869—1943)             | Садых Тагиев (1869—1943)             | Садых Тагиев (1869—1943) | Садых Тагиев (1869—1943) | Садых Тагиев (1869—1943)              | Садых Тагиев (1869—1943)              |                                       |                                       | Халима Тагиева (1871—1916)            | Халима Тагиева (1871—1916)            | Халима Тагиева (1871—1916)      | Халима Тагиева (1871—1916)      | Халима Тагиева (1871—1916)      | Халима Тагиева (1871—1916)      |                                 |                                 | Мовсум-бек Ханларов (1857—1921) | Мовсум-бек Ханларов (1857—1921) | Мовсум-бек Ханларов (1857—1921) | Мовсум-бек Ханларов (1857—1921) | Мовсум-бек Ханларов (1857—1921) | Мовсум-бек Ханларов (1857—1921) |                         |                         | Кязим?                  | Кязим?                  | Кязим?     | Кязим?     | Кязим?      | Кязим?      |                |                | Мамед Тагиев (1900—1918) | Мамед Тагиев (1900—1918) | Мамед Тагиев (1900—1918) | Мамед Тагиев (1900—1918) | Мамед Тагиев (1900—1918) | Мамед Тагиев (1900—1918) |                             |                             | Ильяс Тагиев (1903—1939)    | Ильяс Тагиев (1903—1939)    | Ильяс Тагиев (1903—1939)    | Ильяс Тагиев (1903—1939)    | Ильяс Тагиев (1903—1939)         | Ильяс Тагиев (1903—1939)         |                                  |                                  | Сурая Тагиева (1904—1975)        | Сурая Тагиева (1904—1975)        | Сурая Тагиева (1904—1975) | Сурая Тагиева (1904—1975) | Сурая Тагиева (1904—1975) | Сурая Тагиева (1904—1975) |                    |                    | Асад Абдуллаев (1885—1961)    | Асад Абдуллаев (1885—1961)    | Асад Абдуллаев (1885—1961)    | Асад Абдуллаев (1885—1961)    | Асад Абдуллаев (1885—1961)    | Асад Абдуллаев (1885—1961)    |                   |                   |                     |                     |                     |                     | Зейнал Селимханов   | Зейнал Селимханов   | Зейнал Селимханов | Зейнал Селимханов | Зейнал Селимханов             | Зейнал Селимханов             |                               |                               |                               |                               | Сара Тагиева (1899—1991) | Сара Тагиева (1899—1991) | Сара Тагиева (1899—1991) | Сара Тагиева (1899—1991) | Сара Тагиева (1899—1991) | Сара Тагиева (1899—1991) |                      |                      | Николай Сараев       | Николай Сараев       | Николай Сараев | Николай Сараев | Николай Сараев          | Николай Сараев          |                         |                         | Лейла Тагиева (1898—1947)    | Лейла Тагиева (1898—1947)    | Лейла Тагиева (1898—1947)    | Лейла Тагиева (1898—1947)    | Лейла Тагиева (1898—1947)    | Лейла Тагиева (1898—1947)    |                 |                 | Али Асадуллаев                      | Али Асадуллаев                      | Али Асадуллаев                      | Али Асадуллаев                      | Али Асадуллаев                      | Али Асадуллаев                      |                   |                   |                   |                   |                  |                  |                  |                  |  |  |                   |                   |                   |                   |                   |                   |
|                                |                                |                                |                                | Нурджахан Араблинская            | Нурджахан Араблинская            | Нурджахан Араблинская            | Нурджахан Араблинская            | Нурджахан Араблинская            | Нурджахан Араблинская            |            |            | Измаил (1865—1930)       | Измаил (1865—1930)       | Измаил (1865—1930)       | Измаил (1865—1930)       | Измаил (1865—1930)       | Измаил (1865—1930)       |                |                |                |                |                |                |                                |                                |                                |                                | Мелексима Каджар (1875—?)      | Мелексима Каджар (1875—?)      | Мелексима Каджар (1875—?) | Мелексима Каджар (1875—?) | Мелексима Каджар (1875—?)            | Мелексима Каджар (1875—?)            |                                      |                                      | Садых Тагиев (1869—1943)             | Садых Тагиев (1869—1943)             | Садых Тагиев (1869—1943) | Садых Тагиев (1869—1943) | Садых Тагиев (1869—1943)              | Садых Тагиев (1869—1943)              |                                       |                                       | Халима Тагиева (1871—1916)            | Халима Тагиева (1871—1916)            | Халима Тагиева (1871—1916)      | Халима Тагиева (1871—1916)      | Халима Тагиева (1871—1916)      | Халима Тагиева (1871—1916)      |                                 |                                 | Мовсум-бек Ханларов (1857—1921) | Мовсум-бек Ханларов (1857—1921) | Мовсум-бек Ханларов (1857—1921) | Мовсум-бек Ханларов (1857—1921) | Мовсум-бек Ханларов (1857—1921) | Мовсум-бек Ханларов (1857—1921) |                         |                         | Кязим?                  | Кязим?                  | Кязим?     | Кязим?     | Кязим?      | Кязим?      |                |                | Мамед Тагиев (1900—1918) | Мамед Тагиев (1900—1918) | Мамед Тагиев (1900—1918) | Мамед Тагиев (1900—1918) | Мамед Тагиев (1900—1918) | Мамед Тагиев (1900—1918) |                             |                             | Ильяс Тагиев (1903—1939)    | Ильяс Тагиев (1903—1939)    | Ильяс Тагиев (1903—1939)    | Ильяс Тагиев (1903—1939)    | Ильяс Тагиев (1903—1939)         | Ильяс Тагиев (1903—1939)         |                                  |                                  | Сурая Тагиева (1904—1975)        | Сурая Тагиева (1904—1975)        | Сурая Тагиева (1904—1975) | Сурая Тагиева (1904—1975) | Сурая Тагиева (1904—1975) | Сурая Тагиева (1904—1975) |                    |                    | Асад Абдуллаев (1885—1961)    | Асад Абдуллаев (1885—1961)    | Асад Абдуллаев (1885—1961)    | Асад Абдуллаев (1885—1961)    | Асад Абдуллаев (1885—1961)    | Асад Абдуллаев (1885—1961)    |                   |                   |                     |                     |                     |                     | Зейнал Селимханов   | Зейнал Селимханов   | Зейнал Селимханов | Зейнал Селимханов | Зейнал Селимханов             | Зейнал Селимханов             |                               |                               |                               |                               | Сара Тагиева (1899—1991) | Сара Тагиева (1899—1991) | Сара Тагиева (1899—1991) | Сара Тагиева (1899—1991) | Сара Тагиева (1899—1991) | Сара Тагиева (1899—1991) |                      |                      | Николай Сараев       | Николай Сараев       | Николай Сараев | Николай Сараев | Николай Сараев          | Николай Сараев          |                         |                         | Лейла Тагиева (1898—1947)    | Лейла Тагиева (1898—1947)    | Лейла Тагиева (1898—1947)    | Лейла Тагиева (1898—1947)    | Лейла Тагиева (1898—1947)    | Лейла Тагиева (1898—1947)    |                 |                 | Али Асадуллаев                      | Али Асадуллаев                      | Али Асадуллаев                      | Али Асадуллаев                      | Али Асадуллаев                      | Али Асадуллаев                      |                   |                   |                   |                   |                  |                  |                  |                  |  |  |                   |                   |                   |                   |                   |                   |
|                                |                                |                                |                                |                                  |                                  |                                  |                                  |                                  |                                  |            |            |                          |                          |                          |                          |                          |                          |                |                |                |                |                |                |                                |                                |                                |                                |                                |                                |                           |                           |                                      |                                      |                                      |                                      |                                      |                                      |                          |                          |                                       |                                       |                                       |                                       |                                       |                                       |                                 |                                 |                                 |                                 |                                 |                                 |                                 |                                 |                                 |                                 |                                 |                                 |                         |                         |                         |                         |            |            |             |             |                |                |                          |                          |                          |                          |                          |                          |                             |                             |                             |                             |                             |                             |                                  |                                  |                                  |                                  |                                  |                                  |                           |                           |                           |                           |                    |                    |                               |                               |                               |                               |                               |                               |                   |                   |                     |                     |                     |                     |                     |                     |                   |                   |                               |                               |                               |                               |                               |                               |                          |                          |                          |                          |                          |                          |                      |                      |                      |                      |                |                |                         |                         |                         |                         |                              |                              |                              |                              |                              |                              |                 |                 |                                     |                                     |                                     |                                     |                                     |                                     |                   |                   |                   |                   |                  |                  |                  |                  |  |  |                   |                   |                   |                   |                   |                   |
|                                |                                |                                |                                |                                  |                                  |                                  |                                  |                                  |                                  |            |            |                          |                          |                          |                          |                          |                          |                |                |                |                |                |                |                                |                                |                                |                                |                                |                                |                           |                           |                                      |                                      |                                      |                                      |                                      |                                      |                          |                          |                                       |                                       |                                       |                                       |                                       |                                       |                                 |                                 |                                 |                                 |                                 |                                 |                                 |                                 |                                 |                                 |                                 |                                 |                         |                         |                         |                         |            |            |             |             |                |                |                          |                          |                          |                          |                          |                          |                             |                             |                             |                             |                             |                             |                                  |                                  |                                  |                                  |                                  |                                  |                           |                           |                           |                           |                    |                    |                               |                               |                               |                               |                               |                               |                   |                   |                     |                     |                     |                     |                     |                     |                   |                   |                               |                               |                               |                               |                               |                               |                          |                          |                          |                          |                          |                          |                      |                      |                      |                      |                |                |                         |                         |                         |                         |                              |                              |                              |                              |                              |                              |                 |                 |                                     |                                     |                                     |                                     |                                     |                                     |                   |                   |                   |                   |                  |                  |                  |                  |  |  |                   |                   |                   |                   |                   |                   |
| Абдуррахман Тагиев (1899—1983) | Абдуррахман Тагиев (1899—1983) | Абдуррахман Тагиев (1899—1983) | Абдуррахман Тагиев (1899—1983) | Абдуррахман Тагиев (1899—1983)   | Абдуррахман Тагиев (1899—1983)   |                                  |                                  | Фаика Онат                       | Фаика Онат                       | Фаика Онат | Фаика Онат | Фаика Онат               | Фаика Онат               |                          |                          | Ибрагим Тагиев           | Ибрагим Тагиев           | Ибрагим Тагиев | Ибрагим Тагиев | Ибрагим Тагиев | Ибрагим Тагиев |                |                | Заринтадж Тагиева (1896—?)     | Заринтадж Тагиева (1896—?)     | Заринтадж Тагиева (1896—?)     | Заринтадж Тагиева (1896—?)     | Заринтадж Тагиева (1896—?)     | Заринтадж Тагиева (1896—?)     |                           |                           | Бахман-Мирза Каджар (1894—1927)      | Бахман-Мирза Каджар (1894—1927)      | Бахман-Мирза Каджар (1894—1927)      | Бахман-Мирза Каджар (1894—1927)      | Бахман-Мирза Каджар (1894—1927)      | Бахман-Мирза Каджар (1894—1927)      |                          |                          | Зейналабдин Тагиев (1907—1940)        | Зейналабдин Тагиев (1907—1940)        | Зейналабдин Тагиев (1907—1940)        | Зейналабдин Тагиев (1907—1940)        | Зейналабдин Тагиев (1907—1940)        | Зейналабдин Тагиев (1907—1940)        |                                 |                                 | Мухаммед-бек Ханларов           | Мухаммед-бек Ханларов           | Мухаммед-бек Ханларов           | Мухаммед-бек Ханларов           | Мухаммед-бек Ханларов           | Мухаммед-бек Ханларов           |                                 |                                 | Зулейха-ханым Ханларова         | Зулейха-ханым Ханларова         | Зулейха-ханым Ханларова | Зулейха-ханым Ханларова | Зулейха-ханым Ханларова | Зулейха-ханым Ханларова |            |            |             |             | Саида Миризаде | Саида Миризаде | Саида Миризаде           | Саида Миризаде           | Саида Миризаде           | Саида Миризаде           |                          |                          | Расми Абдуллаев (1924—1995) | Расми Абдуллаев (1924—1995) | Расми Абдуллаев (1924—1995) | Расми Абдуллаев (1924—1995) | Расми Абдуллаев (1924—1995) | Расми Абдуллаев (1924—1995) |                                  |                                  |                                  |                                  |                                  |                                  |                           |                           |                           |                           |                    |                    | Диляра Абдуллаева (1923—2006) | Диляра Абдуллаева (1923—2006) | Диляра Абдуллаева (1923—2006) | Диляра Абдуллаева (1923—2006) | Диляра Абдуллаева (1923—2006) | Диляра Абдуллаева (1923—2006) |                   |                   | Мирзейнал Абдуллаев | Мирзейнал Абдуллаев | Мирзейнал Абдуллаев | Мирзейнал Абдуллаев | Мирзейнал Абдуллаев | Мирзейнал Абдуллаев |                   |                   | Сафия Селимханова (1917—2005) | Сафия Селимханова (1917—2005) | Сафия Селимханова (1917—2005) | Сафия Селимханова (1917—2005) | Сафия Селимханова (1917—2005) | Сафия Селимханова (1917—2005) |                          |                          |                          |                          |                          |                          |                      |                      | Али Асадуллаев       | Али Асадуллаев       | Али Асадуллаев | Али Асадуллаев | Али Асадуллаев          | Али Асадуллаев          |                         |                         | Гюльнар Асадуллаева (?—2007) | Гюльнар Асадуллаева (?—2007) | Гюльнар Асадуллаева (?—2007) | Гюльнар Асадуллаева (?—2007) | Гюльнар Асадуллаева (?—2007) | Гюльнар Асадуллаева (?—2007) |                 |                 | Махмуд-бек Сафикюрдский (1898—1971) | Махмуд-бек Сафикюрдский (1898—1971) | Махмуд-бек Сафикюрдский (1898—1971) | Махмуд-бек Сафикюрдский (1898—1971) | Махмуд-бек Сафикюрдский (1898—1971) | Махмуд-бек Сафикюрдский (1898—1971) |                   |                   | Надир Асадуллаев  | Надир Асадуллаев  | Надир Асадуллаев | Надир Асадуллаев | Надир Асадуллаев | Надир Асадуллаев |  |  | Зейнал Асадуллаев | Зейнал Асадуллаев | Зейнал Асадуллаев | Зейнал Асадуллаев | Зейнал Асадуллаев | Зейнал Асадуллаев |
| Абдуррахман Тагиев (1899—1983) | Абдуррахман Тагиев (1899—1983) | Абдуррахман Тагиев (1899—1983) | Абдуррахман Тагиев (1899—1983) | Абдуррахман Тагиев (1899—1983)   | Абдуррахман Тагиев (1899—1983)   |                                  |                                  | Фаика Онат                       | Фаика Онат                       | Фаика Онат | Фаика Онат | Фаика Онат               | Фаика Онат               |                          |                          | Ибрагим Тагиев           | Ибрагим Тагиев           | Ибрагим Тагиев | Ибрагим Тагиев | Ибрагим Тагиев | Ибрагим Тагиев |                |                | Заринтадж Тагиева (1896—?)     | Заринтадж Тагиева (1896—?)     | Заринтадж Тагиева (1896—?)     | Заринтадж Тагиева (1896—?)     | Заринтадж Тагиева (1896—?)     | Заринтадж Тагиева (1896—?)     |                           |                           | Бахман-Мирза Каджар (1894—1927)      | Бахман-Мирза Каджар (1894—1927)      | Бахман-Мирза Каджар (1894—1927)      | Бахман-Мирза Каджар (1894—1927)      | Бахман-Мирза Каджар (1894—1927)      | Бахман-Мирза Каджар (1894—1927)      |                          |                          | Зейналабдин Тагиев (1907—1940)        | Зейналабдин Тагиев (1907—1940)        | Зейналабдин Тагиев (1907—1940)        | Зейналабдин Тагиев (1907—1940)        | Зейналабдин Тагиев (1907—1940)        | Зейналабдин Тагиев (1907—1940)        |                                 |                                 | Мухаммед-бек Ханларов           | Мухаммед-бек Ханларов           | Мухаммед-бек Ханларов           | Мухаммед-бек Ханларов           | Мухаммед-бек Ханларов           | Мухаммед-бек Ханларов           |                                 |                                 | Зулейха-ханым Ханларова         | Зулейха-ханым Ханларова         | Зулейха-ханым Ханларова | Зулейха-ханым Ханларова | Зулейха-ханым Ханларова | Зулейха-ханым Ханларова |            |            |             |             | Саида Миризаде | Саида Миризаде | Саида Миризаде           | Саида Миризаде           | Саида Миризаде           | Саида Миризаде           |                          |                          | Расми Абдуллаев (1924—1995) | Расми Абдуллаев (1924—1995) | Расми Абдуллаев (1924—1995) | Расми Абдуллаев (1924—1995) | Расми Абдуллаев (1924—1995) | Расми Абдуллаев (1924—1995) |                                  |                                  |                                  |                                  |                                  |                                  |                           |                           |                           |                           |                    |                    | Диляра Абдуллаева (1923—2006) | Диляра Абдуллаева (1923—2006) | Диляра Абдуллаева (1923—2006) | Диляра Абдуллаева (1923—2006) | Диляра Абдуллаева (1923—2006) | Диляра Абдуллаева (1923—2006) |                   |                   | Мирзейнал Абдуллаев | Мирзейнал Абдуллаев | Мирзейнал Абдуллаев | Мирзейнал Абдуллаев | Мирзейнал Абдуллаев | Мирзейнал Абдуллаев |                   |                   | Сафия Селимханова (1917—2005) | Сафия Селимханова (1917—2005) | Сафия Селимханова (1917—2005) | Сафия Селимханова (1917—2005) | Сафия Селимханова (1917—2005) | Сафия Селимханова (1917—2005) |                          |                          |                          |                          |                          |                          |                      |                      | Али Асадуллаев       | Али Асадуллаев       | Али Асадуллаев | Али Асадуллаев | Али Асадуллаев          | Али Асадуллаев          |                         |                         | Гюльнар Асадуллаева (?—2007) | Гюльнар Асадуллаева (?—2007) | Гюльнар Асадуллаева (?—2007) | Гюльнар Асадуллаева (?—2007) | Гюльнар Асадуллаева (?—2007) | Гюльнар Асадуллаева (?—2007) |                 |                 | Махмуд-бек Сафикюрдский (1898—1971) | Махмуд-бек Сафикюрдский (1898—1971) | Махмуд-бек Сафикюрдский (1898—1971) | Махмуд-бек Сафикюрдский (1898—1971) | Махмуд-бек Сафикюрдский (1898—1971) | Махмуд-бек Сафикюрдский (1898—1971) |                   |                   | Надир Асадуллаев  | Надир Асадуллаев  | Надир Асадуллаев | Надир Асадуллаев | Надир Асадуллаев | Надир Асадуллаев |  |  | Зейнал Асадуллаев | Зейнал Асадуллаев | Зейнал Асадуллаев | Зейнал Асадуллаев | Зейнал Асадуллаев | Зейнал Асадуллаев |
|                                |                                |                                |                                |                                  |                                  |                                  |                                  |                                  |                                  |            |            |                          |                          |                          |                          |                          |                          |                |                |                |                |                |                |                                |                                |                                |                                |                                |                                |                           |                           |                                      |                                      |                                      |                                      |                                      |                                      |                          |                          |                                       |                                       |                                       |                                       |                                       |                                       |                                 |                                 |                                 |                                 |                                 |                                 |                                 |                                 |                                 |                                 |                                 |                                 |                         |                         |                         |                         |            |            |             |             |                |                |                          |                          |                          |                          |                          |                          |                             |                             |                             |                             |                             |                             |                                  |                                  |                                  |                                  |                                  |                                  |                           |                           |                           |                           |                    |                    |                               |                               |                               |                               |                               |                               |                   |                   |                     |                     |                     |                     |                     |                     |                   |                   |                               |                               |                               |                               |                               |                               |                          |                          |                          |                          |                          |                          |                      |                      |                      |                      |                |                |                         |                         |                         |                         |                              |                              |                              |                              |                              |                              |                 |                 |                                     |                                     |                                     |                                     |                                     |                                     |                   |                   |                   |                   |                  |                  |                  |                  |  |  |                   |                   |                   |                   |                   |                   |
|                                |                                |                                |                                |                                  |                                  |                                  |                                  |                                  |                                  |            |            |                          |                          |                          |                          |                          |                          |                |                |                |                |                |                |                                |                                |                                |                                |                                |                                |                           |                           |                                      |                                      |                                      |                                      |                                      |                                      |                          |                          |                                       |                                       |                                       |                                       |                                       |                                       |                                 |                                 |                                 |                                 |                                 |                                 |                                 |                                 |                                 |                                 |                                 |                                 |                         |                         |                         |                         |            |            |             |             |                |                |                          |                          |                          |                          |                          |                          |                             |                             |                             |                             |                             |                             |                                  |                                  |                                  |                                  |                                  |                                  |                           |                           |                           |                           |                    |                    |                               |                               |                               |                               |                               |                               |                   |                   |                     |                     |                     |                     |                     |                     |                   |                   |                               |                               |                               |                               |                               |                               |                          |                          |                          |                          |                          |                          |                      |                      |                      |                      |                |                |                         |                         |                         |                         |                              |                              |                              |                              |                              |                              |                 |                 |                                     |                                     |                                     |                                     |                                     |                                     |                   |                   |                   |                   |                  |                  |                  |                  |  |  |                   |                   |                   |                   |                   |                   |
|                                |                                |                                |                                | Сона Таги (1932—2011)            | Сона Таги (1932—2011)            | Сона Таги (1932—2011)            | Сона Таги (1932—2011)            | Сона Таги (1932—2011)            | Сона Таги (1932—2011)            |            |            | Мехмет Оздаш (1921—2014) | Мехмет Оздаш (1921—2014) | Мехмет Оздаш (1921—2014) | Мехмет Оздаш (1921—2014) | Мехмет Оздаш (1921—2014) | Мехмет Оздаш (1921—2014) |                |                |                |                |                |                | Лейла-ханум Каджар (1927—2007) | Лейла-ханум Каджар (1927—2007) | Лейла-ханум Каджар (1927—2007) | Лейла-ханум Каджар (1927—2007) | Лейла-ханум Каджар (1927—2007) | Лейла-ханум Каджар (1927—2007) |                           |                           | Хабиб-Адиль-Мирза Каджар (1924—2003) | Хабиб-Адиль-Мирза Каджар (1924—2003) | Хабиб-Адиль-Мирза Каджар (1924—2003) | Хабиб-Адиль-Мирза Каджар (1924—2003) | Хабиб-Адиль-Мирза Каджар (1924—2003) | Хабиб-Адиль-Мирза Каджар (1924—2003) |                          |                          | Анн-Мари Терассе                      | Анн-Мари Терассе                      | Анн-Мари Терассе                      | Анн-Мари Терассе                      | Анн-Мари Терассе                      | Анн-Мари Терассе                      |                                 |                                 | Зейнаб                          | Зейнаб                          | Зейнаб                          | Зейнаб                          | Зейнаб                          | Зейнаб                          |                                 |                                 |                                 |                                 |                         |                         |                         |                         |            |            |             |             |                |                |                          |                          | Назим Абдуллаев          | Назим Абдуллаев          | Назим Абдуллаев          | Назим Абдуллаев          | Назим Абдуллаев             | Назим Абдуллаев             |                             |                             |                             |                             |                                  |                                  | Наиля Абдуллаева                 | Наиля Абдуллаева                 | Наиля Абдуллаева                 | Наиля Абдуллаева                 | Наиля Абдуллаева          | Наиля Абдуллаева          |                           |                           | Камилла Абдуллаева | Камилла Абдуллаева | Камилла Абдуллаева            | Камилла Абдуллаева            | Камилла Абдуллаева            | Камилла Абдуллаева            |                               |                               | Фуад Абдуллаев    | Фуад Абдуллаев    | Фуад Абдуллаев      | Фуад Абдуллаев      | Фуад Абдуллаев      | Фуад Абдуллаев      |                     |                     | Кямал Абдуллаев   | Кямал Абдуллаев   | Кямал Абдуллаев               | Кямал Абдуллаев               | Кямал Абдуллаев               | Кямал Абдуллаев               |                               |                               | Тофик Абдуллаев          | Тофик Абдуллаев          | Тофик Абдуллаев          | Тофик Абдуллаев          | Тофик Абдуллаев          | Тофик Абдуллаев          |                      |                      |                      |                      |                |                | Али-бек Надир Сафиюрдлу | Али-бек Надир Сафиюрдлу | Али-бек Надир Сафиюрдлу | Али-бек Надир Сафиюрдлу | Али-бек Надир Сафиюрдлу      | Али-бек Надир Сафиюрдлу      |                              |                              | Лейла Сафиюрдлу              | Лейла Сафиюрдлу              | Лейла Сафиюрдлу | Лейла Сафиюрдлу | Лейла Сафиюрдлу                     | Лейла Сафиюрдлу                     |                                     |                                     | Билгейс Сафиюрдлу                   | Билгейс Сафиюрдлу                   | Билгейс Сафиюрдлу | Билгейс Сафиюрдлу | Билгейс Сафиюрдлу | Билгейс Сафиюрдлу |                  |                  |                  |                  |  |  |                   |                   |                   |                   |                   |                   |
|                                |                                |                                |                                | Сона Таги (1932—2011)            | Сона Таги (1932—2011)            | Сона Таги (1932—2011)            | Сона Таги (1932—2011)            | Сона Таги (1932—2011)            | Сона Таги (1932—2011)            |            |            | Мехмет Оздаш (1921—2014) | Мехмет Оздаш (1921—2014) | Мехмет Оздаш (1921—2014) | Мехмет Оздаш (1921—2014) | Мехмет Оздаш (1921—2014) | Мехмет Оздаш (1921—2014) |                |                |                |                |                |                | Лейла-ханум Каджар (1927—2007) | Лейла-ханум Каджар (1927—2007) | Лейла-ханум Каджар (1927—2007) | Лейла-ханум Каджар (1927—2007) | Лейла-ханум Каджар (1927—2007) | Лейла-ханум Каджар (1927—2007) |                           |                           | Хабиб-Адиль-Мирза Каджар (1924—2003) | Хабиб-Адиль-Мирза Каджар (1924—2003) | Хабиб-Адиль-Мирза Каджар (1924—2003) | Хабиб-Адиль-Мирза Каджар (1924—2003) | Хабиб-Адиль-Мирза Каджар (1924—2003) | Хабиб-Адиль-Мирза Каджар (1924—2003) |                          |                          | Анн-Мари Терассе                      | Анн-Мари Терассе                      | Анн-Мари Терассе                      | Анн-Мари Терассе                      | Анн-Мари Терассе                      | Анн-Мари Терассе                      |                                 |                                 | Зейнаб                          | Зейнаб                          | Зейнаб                          | Зейнаб                          | Зейнаб                          | Зейнаб                          |                                 |                                 |                                 |                                 |                         |                         |                         |                         |            |            |             |             |                |                |                          |                          | Назим Абдуллаев          | Назим Абдуллаев          | Назим Абдуллаев          | Назим Абдуллаев          | Назим Абдуллаев             | Назим Абдуллаев             |                             |                             |                             |                             |                                  |                                  | Наиля Абдуллаева                 | Наиля Абдуллаева                 | Наиля Абдуллаева                 | Наиля Абдуллаева                 | Наиля Абдуллаева          | Наиля Абдуллаева          |                           |                           | Камилла Абдуллаева | Камилла Абдуллаева | Камилла Абдуллаева            | Камилла Абдуллаева            | Камилла Абдуллаева            | Камилла Абдуллаева            |                               |                               | Фуад Абдуллаев    | Фуад Абдуллаев    | Фуад Абдуллаев      | Фуад Абдуллаев      | Фуад Абдуллаев      | Фуад Абдуллаев      |                     |                     | Кямал Абдуллаев   | Кямал Абдуллаев   | Кямал Абдуллаев               | Кямал Абдуллаев               | Кямал Абдуллаев               | Кямал Абдуллаев               |                               |                               | Тофик Абдуллаев          | Тофик Абдуллаев          | Тофик Абдуллаев          | Тофик Абдуллаев          | Тофик Абдуллаев          | Тофик Абдуллаев          |                      |                      |                      |                      |                |                | Али-бек Надир Сафиюрдлу | Али-бек Надир Сафиюрдлу | Али-бек Надир Сафиюрдлу | Али-бек Надир Сафиюрдлу | Али-бек Надир Сафиюрдлу      | Али-бек Надир Сафиюрдлу      |                              |                              | Лейла Сафиюрдлу              | Лейла Сафиюрдлу              | Лейла Сафиюрдлу | Лейла Сафиюрдлу | Лейла Сафиюрдлу                     | Лейла Сафиюрдлу                     |                                     |                                     | Билгейс Сафиюрдлу                   | Билгейс Сафиюрдлу                   | Билгейс Сафиюрдлу | Билгейс Сафиюрдлу | Билгейс Сафиюрдлу | Билгейс Сафиюрдлу |                  |                  |                  |                  |  |  |                   |                   |                   |                   |                   |                   |
|                                |                                |                                |                                |                                  |                                  |                                  |                                  |                                  |                                  |            |            |                          |                          |                          |                          |                          |                          |                |                |                |                |                |                |                                |                                |                                |                                |                                |                                |                           |                           |                                      |                                      |                                      |                                      |                                      |                                      |                          |                          |                                       |                                       |                                       |                                       |                                       |                                       |                                 |                                 |                                 |                                 |                                 |                                 |                                 |                                 |                                 |                                 |                                 |                                 |                         |                         |                         |                         |            |            |             |             |                |                |                          |                          |                          |                          |                          |                          |                             |                             |                             |                             |                             |                             |                                  |                                  |                                  |                                  |                                  |                                  |                           |                           |                           |                           |                    |                    |                               |                               |                               |                               |                               |                               |                   |                   |                     |                     |                     |                     |                     |                     |                   |                   |                               |                               |                               |                               |                               |                               |                          |                          |                          |                          |                          |                          |                      |                      |                      |                      |                |                |                         |                         |                         |                         |                              |                              |                              |                              |                              |                              |                 |                 |                                     |                                     |                                     |                                     |                                     |                                     |                   |                   |                   |                   |                  |                  |                  |                  |  |  |                   |                   |                   |                   |                   |                   |
|                                |                                |                                |                                |                                  |                                  |                                  |                                  |                                  |                                  |            |            |                          |                          |                          |                          |                          |                          |                |                |                |                |                |                |                                |                                |                                |                                |                                |                                |                           |                           |                                      |                                      |                                      |                                      |                                      |                                      |                          |                          |                                       |                                       |                                       |                                       |                                       |                                       |                                 |                                 |                                 |                                 |                                 |                                 |                                 |                                 |                                 |                                 |                                 |                                 |                         |                         |                         |                         |            |            |             |             |                |                |                          |                          |                          |                          |                          |                          |                             |                             |                             |                             |                             |                             |                                  |                                  |                                  |                                  |                                  |                                  |                           |                           |                           |                           |                    |                    |                               |                               |                               |                               |                               |                               |                   |                   |                     |                     |                     |                     |                     |                     |                   |                   |                               |                               |                               |                               |                               |                               |                          |                          |                          |                          |                          |                          |                      |                      |                      |                      |                |                |                         |                         |                         |                         |                              |                              |                              |                              |                              |                              |                 |                 |                                     |                                     |                                     |                                     |                                     |                                     |                   |                   |                   |                   |                  |                  |                  |                  |  |  |                   |                   |                   |                   |                   |                   |
|                                |                                |                                |                                | Мехмет Оздаш                     | Мехмет Оздаш                     | Мехмет Оздаш                     | Мехмет Оздаш                     | Мехмет Оздаш                     | Мехмет Оздаш                     |            |            | Орхан Оздаш              | Орхан Оздаш              | Орхан Оздаш              | Орхан Оздаш              | Орхан Оздаш              | Орхан Оздаш              |                |                | Фатима Тагиева | Фатима Тагиева | Фатима Тагиева | Фатима Тагиева | Фатима Тагиева                 | Фатима Тагиева                 |                                |                                | Поль Перро                     | Поль Перро                     | Поль Перро                | Поль Перро                | Поль Перро                           | Поль Перро                           |                                      |                                      | Аннет Каджар (род. 1953)             | Аннет Каджар (род. 1953)             | Аннет Каджар (род. 1953) | Аннет Каджар (род. 1953) | Аннет Каджар (род. 1953)              | Аннет Каджар (род. 1953)              |                                       |                                       | Жан-Мари Клод                         | Жан-Мари Клод                         | Жан-Мари Клод                   | Жан-Мари Клод                   | Жан-Мари Клод                   | Жан-Мари Клод                   |                                 |                                 | Даниэль Каджар (род. 1955)      | Даниэль Каджар (род. 1955)      | Даниэль Каджар (род. 1955)      | Даниэль Каджар (род. 1955)      | Даниэль Каджар (род. 1955)      | Даниэль Каджар (род. 1955)      |                         |                         | Мари-Одиль              | Мари-Одиль              | Мари-Одиль | Мари-Одиль | Мари-Одиль  | Мари-Одиль  |                |                |                          |                          |                          |                          |                          |                          |                             |                             |                             |                             |                             |                             |                                  |                                  | Инесса Керимова                  | Инесса Керимова                  | Инесса Керимова                  | Инесса Керимова                  | Инесса Керимова           | Инесса Керимова           |                           |                           |                    |                    |                               |                               | Диляра Абдуллаева             | Диляра Абдуллаева             | Диляра Абдуллаева             | Диляра Абдуллаева             | Диляра Абдуллаева | Диляра Абдуллаева |                     |                     | Ариф Абдуллаев      | Ариф Абдуллаев      | Ариф Абдуллаев      | Ариф Абдуллаев      | Ариф Абдуллаев    | Ариф Абдуллаев    |                               |                               |                               |                               |                               |                               | Олег Сараев              | Олег Сараев              | Олег Сараев              | Олег Сараев              | Олег Сараев              | Олег Сараев              |                      |                      | Лев Сараев           | Лев Сараев           | Лев Сараев     | Лев Сараев     | Лев Сараев              | Лев Сараев              |                         |                         |                              |                              |                              |                              |                              |                              |                 |                 |                                     |                                     |                                     |                                     |                                     |                                     |                   |                   |                   |                   |                  |                  |                  |                  |  |  |                   |                   |                   |                   |                   |                   |
|                                |                                |                                |                                | Мехмет Оздаш                     | Мехмет Оздаш                     | Мехмет Оздаш                     | Мехмет Оздаш                     | Мехмет Оздаш                     | Мехмет Оздаш                     |            |            | Орхан Оздаш              | Орхан Оздаш              | Орхан Оздаш              | Орхан Оздаш              | Орхан Оздаш              | Орхан Оздаш              |                |                | Фатима Тагиева | Фатима Тагиева | Фатима Тагиева | Фатима Тагиева | Фатима Тагиева                 | Фатима Тагиева                 |                                |                                | Поль Перро                     | Поль Перро                     | Поль Перро                | Поль Перро                | Поль Перро                           | Поль Перро                           |                                      |                                      | Аннет Каджар (род. 1953)             | Аннет Каджар (род. 1953)             | Аннет Каджар (род. 1953) | Аннет Каджар (род. 1953) | Аннет Каджар (род. 1953)              | Аннет Каджар (род. 1953)              |                                       |                                       | Жан-Мари Клод                         | Жан-Мари Клод                         | Жан-Мари Клод                   | Жан-Мари Клод                   | Жан-Мари Клод                   | Жан-Мари Клод                   |                                 |                                 | Даниэль Каджар (род. 1955)      | Даниэль Каджар (род. 1955)      | Даниэль Каджар (род. 1955)      | Даниэль Каджар (род. 1955)      | Даниэль Каджар (род. 1955)      | Даниэль Каджар (род. 1955)      |                         |                         | Мари-Одиль              | Мари-Одиль              | Мари-Одиль | Мари-Одиль | Мари-Одиль  | Мари-Одиль  |                |                |                          |                          |                          |                          |                          |                          |                             |                             |                             |                             |                             |                             |                                  |                                  | Инесса Керимова                  | Инесса Керимова                  | Инесса Керимова                  | Инесса Керимова                  | Инесса Керимова           | Инесса Керимова           |                           |                           |                    |                    |                               |                               | Диляра Абдуллаева             | Диляра Абдуллаева             | Диляра Абдуллаева             | Диляра Абдуллаева             | Диляра Абдуллаева | Диляра Абдуллаева |                     |                     | Ариф Абдуллаев      | Ариф Абдуллаев      | Ариф Абдуллаев      | Ариф Абдуллаев      | Ариф Абдуллаев    | Ариф Абдуллаев    |                               |                               |                               |                               |                               |                               | Олег Сараев              | Олег Сараев              | Олег Сараев              | Олег Сараев              | Олег Сараев              | Олег Сараев              |                      |                      | Лев Сараев           | Лев Сараев           | Лев Сараев     | Лев Сараев     | Лев Сараев              | Лев Сараев              |                         |                         |                              |                              |                              |                              |                              |                              |                 |                 |                                     |                                     |                                     |                                     |                                     |                                     |                   |                   |                   |                   |                  |                  |                  |                  |  |  |                   |                   |                   |                   |                   |                   |
|                                |                                |                                |                                |                                  |                                  |                                  |                                  |                                  |                                  |            |            |                          |                          |                          |                          |                          |                          |                |                |                |                |                |                |                                |                                |                                |                                |                                |                                |                           |                           |                                      |                                      |                                      |                                      |                                      |                                      |                          |                          |                                       |                                       |                                       |                                       |                                       |                                       |                                 |                                 |                                 |                                 |                                 |                                 |                                 |                                 |                                 |                                 |                                 |                                 |                         |                         |                         |                         |            |            |             |             |                |                |                          |                          |                          |                          |                          |                          |                             |                             |                             |                             |                             |                             |                                  |                                  |                                  |                                  |                                  |                                  |                           |                           |                           |                           |                    |                    |                               |                               |                               |                               |                               |                               |                   |                   |                     |                     |                     |                     |                     |                     |                   |                   |                               |                               |                               |                               |                               |                               |                          |                          |                          |                          |                          |                          |                      |                      |                      |                      |                |                |                         |                         |                         |                         |                              |                              |                              |                              |                              |                              |                 |                 |                                     |                                     |                                     |                                     |                                     |                                     |                   |                   |                   |                   |                  |                  |                  |                  |  |  |                   |                   |                   |                   |                   |                   |
|                                |                                |                                |                                |                                  |                                  |                                  |                                  |                                  |                                  |            |            |                          |                          |                          |                          |                          |                          |                |                |                |                |                |                |                                |                                |                                |                                |                                |                                |                           |                           |                                      |                                      |                                      |                                      |                                      |                                      |                          |                          |                                       |                                       |                                       |                                       |                                       |                                       |                                 |                                 |                                 |                                 |                                 |                                 |                                 |                                 |                                 |                                 |                                 |                                 |                         |                         |                         |                         |            |            |             |             |                |                |                          |                          |                          |                          |                          |                          |                             |                             |                             |                             |                             |                             |                                  |                                  |                                  |                                  |                                  |                                  |                           |                           |                           |                           |                    |                    |                               |                               |                               |                               |                               |                               |                   |                   |                     |                     |                     |                     |                     |                     |                   |                   |                               |                               |                               |                               |                               |                               |                          |                          |                          |                          |                          |                          |                      |                      |                      |                      |                |                |                         |                         |                         |                         |                              |                              |                              |                              |                              |                              |                 |                 |                                     |                                     |                                     |                                     |                                     |                                     |                   |                   |                   |                   |                  |                  |                  |                  |  |  |                   |                   |                   |                   |                   |                   |
|                                |                                |                                |                                |                                  |                                  |                                  |                                  |                                  |                                  |            |            |                          |                          |                          |                          |                          |                          |                |                |                |                |                |                | Кай-Хон Су                     | Кай-Хон Су                     | Кай-Хон Су                     | Кай-Хон Су                     | Кай-Хон Су                     | Кай-Хон Су                     |                           |                           | Марк Перро (род. 1979)               | Марк Перро (род. 1979)               | Марк Перро (род. 1979)               | Марк Перро (род. 1979)               | Марк Перро (род. 1979)               | Марк Перро (род. 1979)               |                          |                          | Албан Клод (род. 1994)                | Албан Клод (род. 1994)                | Албан Клод (род. 1994)                | Албан Клод (род. 1994)                | Албан Клод (род. 1994)                | Албан Клод (род. 1994)                |                                 |                                 | Дельфин Клод (род. 1989)        | Дельфин Клод (род. 1989)        | Дельфин Клод (род. 1989)        | Дельфин Клод (род. 1989)        | Дельфин Клод (род. 1989)        | Дельфин Клод (род. 1989)        |                                 |                                 | Элен Каджар                     | Элен Каджар                     | Элен Каджар             | Элен Каджар             | Элен Каджар             | Элен Каджар             |            |            | Клэр Каджар | Клэр Каджар | Клэр Каджар    | Клэр Каджар    | Клэр Каджар              | Клэр Каджар              |                          |                          | Одри Каджар              | Одри Каджар              | Одри Каджар                 | Одри Каджар                 | Одри Каджар                 | Одри Каджар                 |                             |                             |                                  |                                  | Зейнал Керимов                   | Зейнал Керимов                   | Зейнал Керимов                   | Зейнал Керимов                   | Зейнал Керимов            | Зейнал Керимов            |                           |                           |                    |                    |                               |                               |                               |                               |                               |                               |                   |                   |                     |                     |                     |                     |                     |                     |                   |                   |                               |                               |                               |                               |                               |                               |                          |                          |                          |                          | Олег Сараев (?—2012)     | Олег Сараев (?—2012)     | Олег Сараев (?—2012) | Олег Сараев (?—2012) | Олег Сараев (?—2012) | Олег Сараев (?—2012) |                |                | Дмитрий Сараев          | Дмитрий Сараев          | Дмитрий Сараев          | Дмитрий Сараев          | Дмитрий Сараев               | Дмитрий Сараев               |                              |                              |                              |                              |                 |                 |                                     |                                     |                                     |                                     |                                     |                                     |                   |                   |                   |                   |                  |                  |                  |                  |  |  |                   |                   |                   |                   |                   |                   |
|                                |                                |                                |                                |                                  |                                  |                                  |                                  |                                  |                                  |            |            |                          |                          |                          |                          |                          |                          |                |                |                |                |                |                | Кай-Хон Су                     | Кай-Хон Су                     | Кай-Хон Су                     | Кай-Хон Су                     | Кай-Хон Су                     | Кай-Хон Су                     |                           |                           | Марк Перро (род. 1979)               | Марк Перро (род. 1979)               | Марк Перро (род. 1979)               | Марк Перро (род. 1979)               | Марк Перро (род. 1979)               | Марк Перро (род. 1979)               |                          |                          | Албан Клод (род. 1994)                | Албан Клод (род. 1994)                | Албан Клод (род. 1994)                | Албан Клод (род. 1994)                | Албан Клод (род. 1994)                | Албан Клод (род. 1994)                |                                 |                                 | Дельфин Клод (род. 1989)        | Дельфин Клод (род. 1989)        | Дельфин Клод (род. 1989)        | Дельфин Клод (род. 1989)        | Дельфин Клод (род. 1989)        | Дельфин Клод (род. 1989)        |                                 |                                 | Элен Каджар                     | Элен Каджар                     | Элен Каджар             | Элен Каджар             | Элен Каджар             | Элен Каджар             |            |            | Клэр Каджар | Клэр Каджар | Клэр Каджар    | Клэр Каджар    | Клэр Каджар              | Клэр Каджар              |                          |                          | Одри Каджар              | Одри Каджар              | Одри Каджар                 | Одри Каджар                 | Одри Каджар                 | Одри Каджар                 |                             |                             |                                  |                                  | Зейнал Керимов                   | Зейнал Керимов                   | Зейнал Керимов                   | Зейнал Керимов                   | Зейнал Керимов            | Зейнал Керимов            |                           |                           |                    |                    |                               |                               |                               |                               |                               |                               |                   |                   |                     |                     |                     |                     |                     |                     |                   |                   |                               |                               |                               |                               |                               |                               |                          |                          |                          |                          | Олег Сараев (?—2012)     | Олег Сараев (?—2012)     | Олег Сараев (?—2012) | Олег Сараев (?—2012) | Олег Сараев (?—2012) | Олег Сараев (?—2012) |                |                | Дмитрий Сараев          | Дмитрий Сараев          | Дмитрий Сараев          | Дмитрий Сараев          | Дмитрий Сараев               | Дмитрий Сараев               |                              |                              |                              |                              |                 |                 |                                     |                                     |                                     |                                     |                                     |                                     |                   |                   |                   |                   |                  |                  |                  |                  |  |  |                   |                   |                   |                   |                   |                   |
|                                |                                |                                |                                |                                  |                                  |                                  |                                  |                                  |                                  |            |            |                          |                          |                          |                          |                          |                          |                |                |                |                |                |                |                                |                                |                                |                                |                                |                                |                           |                           |                                      |                                      |                                      |                                      |                                      |                                      |                          |                          |                                       |                                       |                                       |                                       |                                       |                                       |                                 |                                 |                                 |                                 |                                 |                                 |                                 |                                 |                                 |                                 |                                 |                                 |                         |                         |                         |                         |            |            |             |             |                |                |                          |                          |                          |                          |                          |                          |                             |                             |                             |                             |                             |                             |                                  |                                  |                                  |                                  |                                  |                                  |                           |                           |                           |                           |                    |                    |                               |                               |                               |                               |                               |                               |                   |                   |                     |                     |                     |                     |                     |                     |                   |                   |                               |                               |                               |                               |                               |                               |                          |                          |                          |                          |                          |                          |                      |                      |                      |                      |                |                |                         |                         |                         |                         |                              |                              |                              |                              |                              |                              |                 |                 |                                     |                                     |                                     |                                     |                                     |                                     |                   |                   |                   |                   |                  |                  |                  |                  |  |  |                   |                   |                   |                   |                   |                   |
|                                |                                |                                |                                |                                  |                                  |                                  |                                  |                                  |                                  |            |            |                          |                          |                          |                          |                          |                          |                |                |                |                |                |                |                                |                                |                                |                                | Реми Перро                     | Реми Перро                     | Реми Перро                | Реми Перро                | Реми Перро                           | Реми Перро                           |                                      |                                      |                                      |                                      |                          |                          |                                       |                                       |                                       |                                       |                                       |                                       |                                 |                                 | Леони Лека (род. 2018)          | Леони Лека (род. 2018)          | Леони Лека (род. 2018)          | Леони Лека (род. 2018)          | Леони Лека (род. 2018)          | Леони Лека (род. 2018)          |                                 |                                 |                                 |                                 |                         |                         |                         |                         |            |            |             |             |                |                |                          |                          |                          |                          |                          |                          |                             |                             |                             |                             |                             |                             |                                  |                                  |                                  |                                  |                                  |                                  |                           |                           |                           |                           |                    |                    |                               |                               |                               |                               |                               |                               |                   |                   |                     |                     |                     |                     |                     |                     |                   |                   |                               |                               |                               |                               |                               |                               |                          |                          |                          |                          |                          |                          |                      |                      |                      |                      |                |                |                         |                         |                         |                         |                              |                              |                              |                              |                              |                              |                 |                 |                                     |                                     |                                     |                                     |                                     |                                     |                   |                   |                   |                   |                  |                  |                  |                  |  |  |                   |                   |                   |                   |                   |                   |

## Награды и титулы

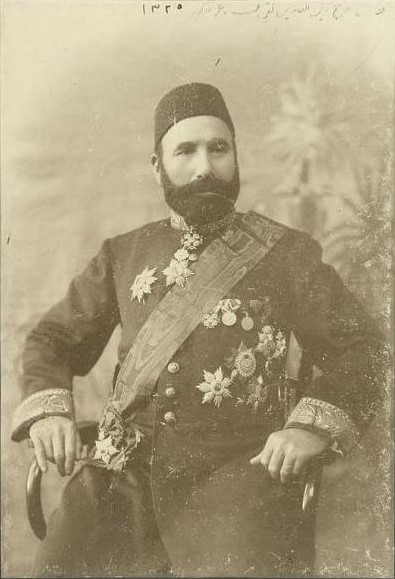
Гаджи Зейналабдин Тагиев в парадном мундире действительного статского советника с наградами

- Орден Святого Станислава II степени (1902) — «как попечитель Бакинского механического и строительно-технического училища»[95]
- Орден Святого Станислава III степени (1898) — «за услиги по тюремной части»[95]
- Персидский Орден Льва и Солнца I степени[95]
- Персидский Орден Льва и Солнца III степени[95]
- Персидский Орден Льва и Солнца IV степени[95]
- Бухарская Золотая звезда II степени[95]
- Две Золотые медали с надписью «За усердие» для ношения на шее на Станиславской ленте (1886, 1889) — «за полезную деятельность по званию директора Тюремного комитета и по званию Почётного попечителя Бакинской мариинской женской гимназии»[95]
- Золотая медаль с надписью «За усердие» для ношения на шее на Аннинской ленте (1895) — «за полезную деятельность по званию члена учётного Комитета Бакинского отделения Государственного банка»[95]
- Серебряная медаль в память царствования императора Александра III[95]
- Серебряная медаль с надписью «За усердие» для ношения на груди на Станиславской ленте (1872) — «за добросовестное и отличное выполнение работ по военно-инженерному ведомству с 1868 по 1871 гг.»[131]
- Серебряная медаль с надписью «За усердие» для ношения на шее на Станиславской ленте (1874) — «за устройство своими средствами водопровода в Баку»[132]

## В кинематографе
В фильме «Звезды не гаснут» (1971; реж. А. Ибрагимов) роль Гаджи Зейналабдин Тагиева сыграл Исмаил Османлы.
В фильме «Ноша» (1995; реж. Р. Алмурадлы) роль Гаджи Зейналабдин Тагиева сыграл Агакиши Кязимов.
4 октября 2024 года состоялась премьера художественного фильма «Тагиев: Нефть». Фильм стал первым в серии из четырёх фильмов о Тагиеве. В фильме отражены события конца XIX — начала XX века в Азербайджане. Съёмки фильма произведены в 76 различных локациях. В съёмке массовых эпизодов приняло участие 2 500 человек. Изготовлено более 300 декораций.

## Память
- Именем Г. З. Тагиева названы посёлок городского типа и железнодорожная станция около Сумгаита (бывший Насосный).
- Именем Г. З. Тагиева названа улица в центре Баку и в бакинском поселке Мардакян.
- В сентябре 2021 года перед станцией метро «Ичеришехер» на территории Сабаильского района города Баку был установлен памятник Г. З. Тагиеву работы Ханлара Ахмедова[135]. Открытие памятника состоялось 18 января 2022 года в присутствии президента Азербайджана Ильхама Алиева[136].

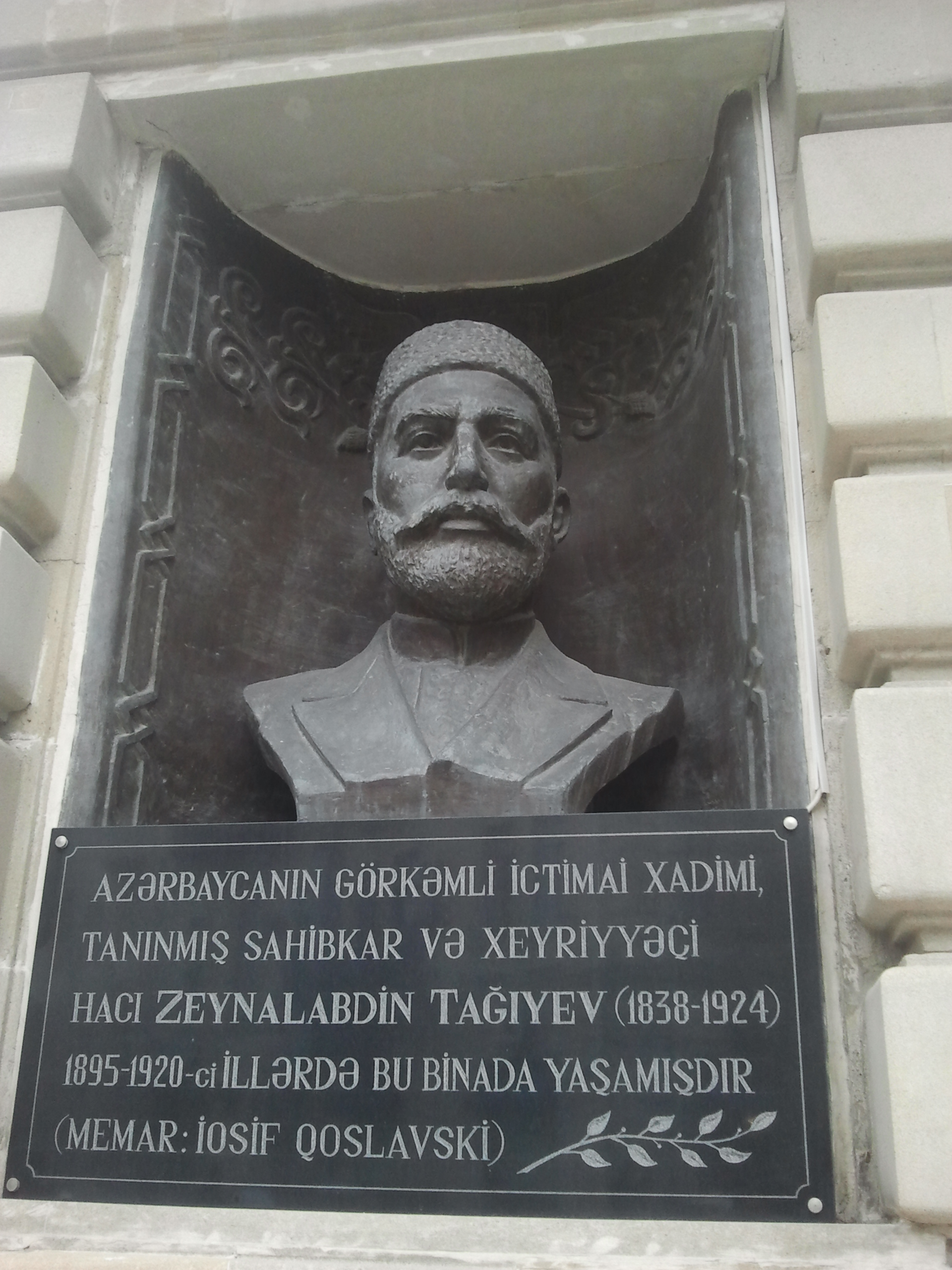
Бюст у входа в Музей Истории Азербайджана. Внизу написано: «Выдающийся общественный деятель, знаменитый владелец и благотворитель Азербайджана Гаджи Зейналабдин Тагиев (1838-1924) в 1895-1920 годах жил в этом доме (Архитектор: Иосиф Гославский)»
Памятник Тагиеву в центре Баку. Скульптор Х. Ахмедов
Бюст Тагиева в Гяндже
Бюст Тагиева в посёлке Кала

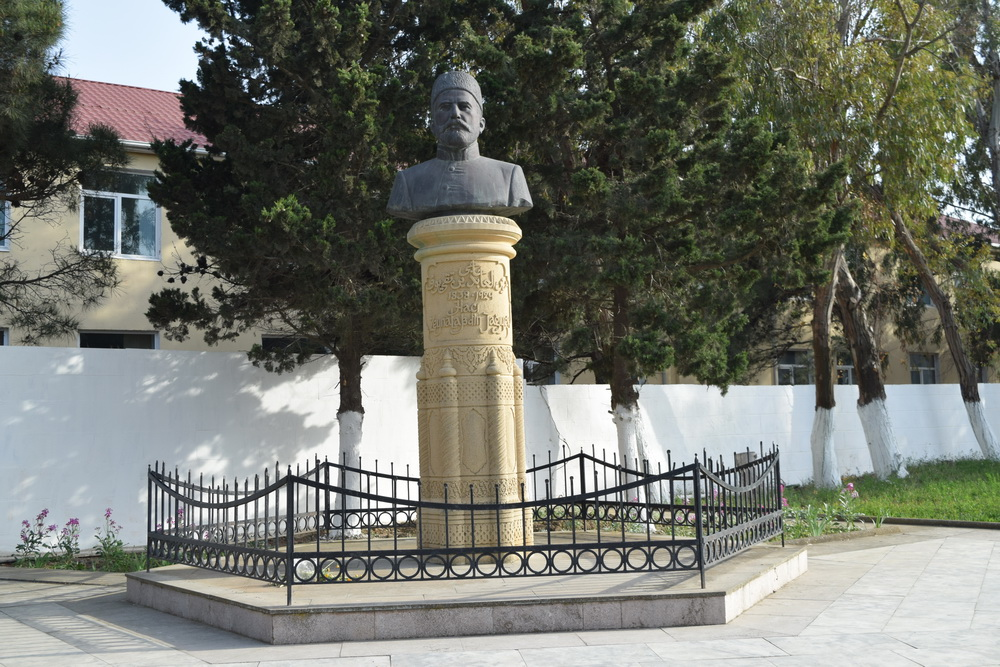
Бюст Тагиева в посёлке Мардакян
Бюст Тагиева в посёлке Банк

Квартира-музей Г. З. Тагиева в здании Музея истории Азербайджана
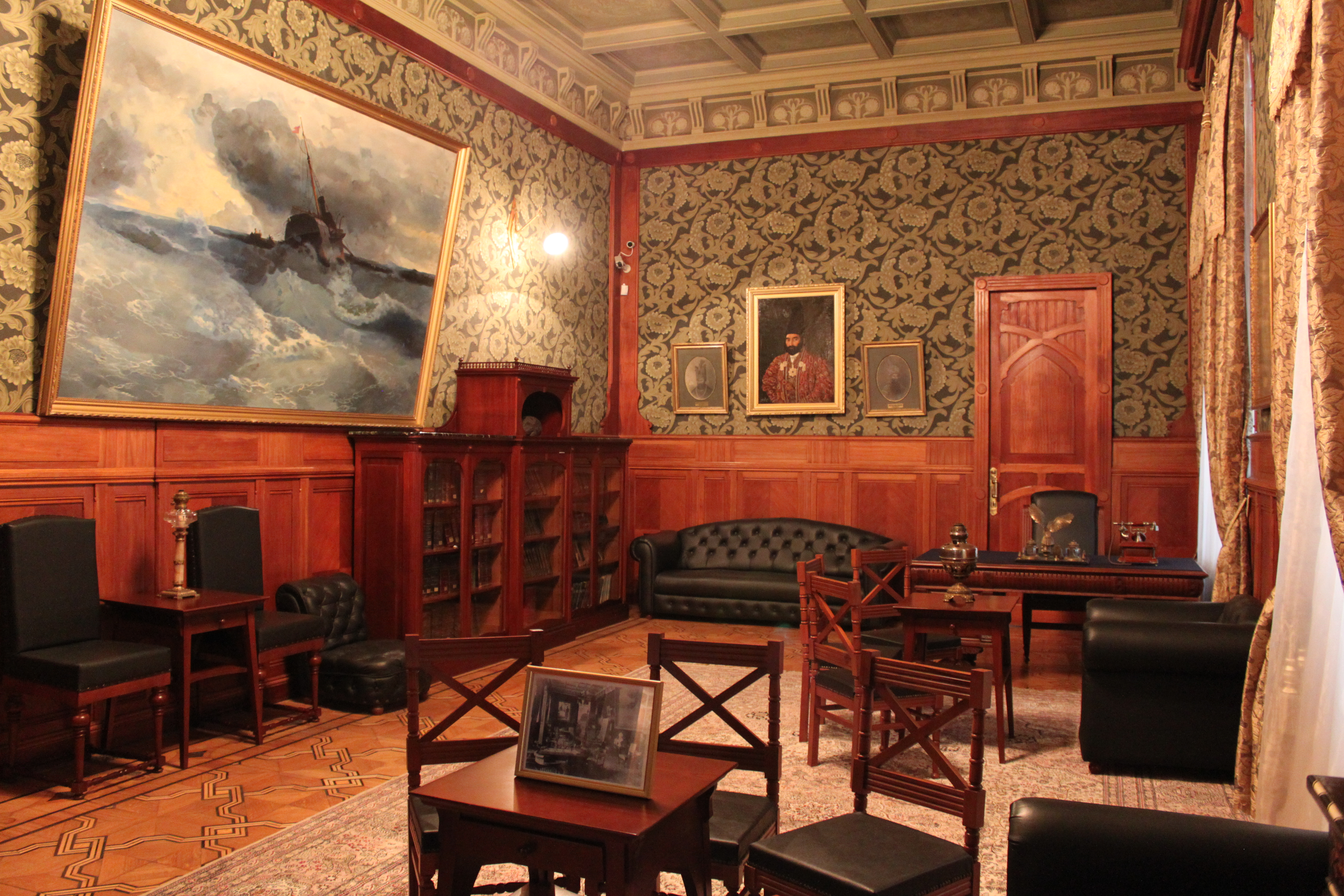
Кабинет Тагиева
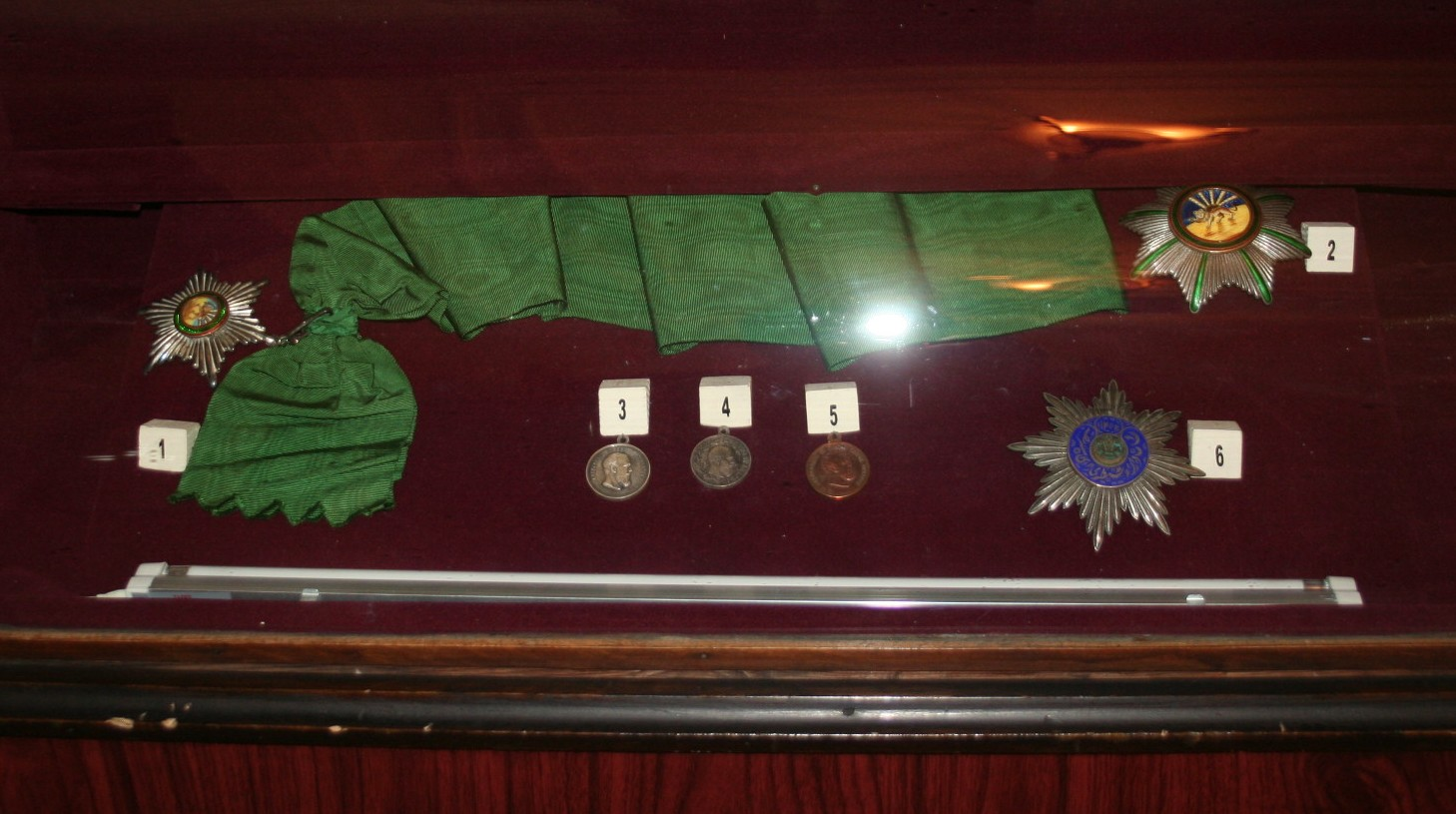
Награды Тагиева
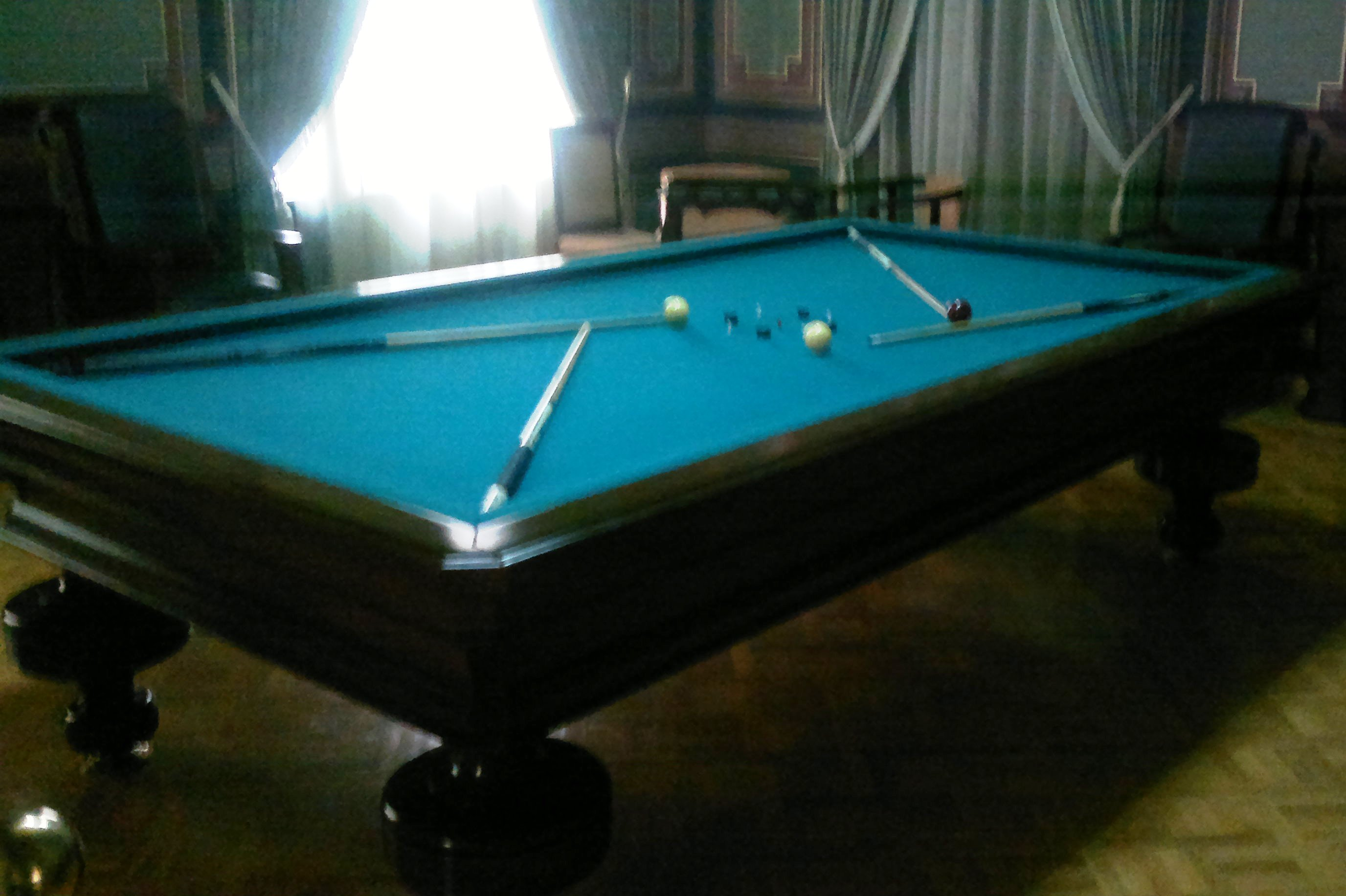
Бильярдный стол Тагиева

### Комментарии
1. ↑  Национальный рубль расценивался в то время на западноевропейском рынке меньше, чем 2 копейки.
2. ↑  В книге  Ф. Д. Ашнина, В. М. Алпатова и Д. М. Насилова «Репрессированная тюркология» он ошибочно указан как сын нефтепромышленника Г. З. Тагиева[115].